# 大阪都構想

大阪都構想（おおさかとこうそう）は、「大都市地域における特別区の設置に関する法律」に基づいて、大阪府で検討されていた統治機構改革の構想（都構想）。2000年に創設されたイギリスのグレーター・ロンドンをモデルとする。
主に大阪府とその府庁所在地である大阪市（及び大阪市に隣接する周辺市町村）の統治機構（行政制度）を、現在の東京都が採用している「都区制度」というものに変更するという構想である。特に、
1. 大阪市を廃止し、
2. 複数の「特別区」に分割すると同時に、
3. それまで大阪市が所持していた財源・行政権のうち広域的な役割を果たすための事業に充当するものを大阪府に譲渡し、
4. 残された財源・行政権を複数の「特別区」に分割する、

ということが記載された「特別区設置協定書」に沿った統治機構（行政制度）改革を大阪都構想と呼ぶことが一般的に多い。ただし、大阪市の特別区設置が住民投票で可決された場合、隣接する周辺市も議会の承認のみで特別区に移行できるため、これら周辺市の特別区設置を含めて大阪都構想と呼ぶ場合もあるほか、2013年頃までは大阪府内のみならず神戸市までを特別区に移行する構想を大阪都構想と呼んでいた事例もある。
また、同構想の結果できる広域普通地方公共団体の名称は、現在の法制度下では「大阪都」になることはなく、大阪府のままである。「大阪府と大阪市を統合する」という枠組みという点から、「大阪府・大阪市合併」または「府市統合」ということもある。
大阪維新の会が構想した大阪都構想については、2015年（平成27年）及び2020年（令和2年）の2度にわたって住民投票が行われたが、いずれも反対多数で否決されたため、事実上、廃案となった。
ただし、大阪都構想で想定されていた特別区議会は大選挙区制のため、単独過半数は困難・反維新会派が過半数の特別区議会ら発生の可能性、区長公選制導入で特別区⻑の中で反維新の区⻑らが誕生する可能性があった。そのため、大阪都構想は実現していれば、維新の強みである府市一体(二重行政の解消)が機能しにくくなる内容であった。そのため、都構想が成立しなかったことが、構想の浮上から2025年時点に至るまでの、大阪維新の会と日本維新の会との2つの政党が、大阪府における強さになっていると指摘されている。

## 概要
大阪府と大阪市によってそれぞれ行われてきた広域行政を一本化するとともに、住民から遠い市役所から、『権限・責任』を住民に身近な区役所に移し、公選区・区議会のもと、地域のことを決定できるようにする」ことを実現させる為に掲げる構想である。モデルとされたのはグレーター・ロンドンである。東京都がモデルとされることもあるが、東京の都区制度自体が地方自治の専門家からは評価されておらず、大阪府自治制度研究会も都から区への権限移譲が不十分な制度であるとしており、低い評価しか与えていない。2010年に橋下徹が立ち上げた地域政党「大阪維新の会」は、この構想を党是ともいうべき最重要政策として掲げ、推進した。大阪維新の会がとりまとめ、2015年の住民投票において賛否が問われた同構想の最終案では、大阪市を分割して5つの特別区を設置するとされていた。
この構想の目的は、府庁所在地でありかつ政令指定都市である大阪市を廃止して、公選制の区長を置く特別区を設置し、旧市の行政機能・財源のうち、広域行政に関わる部分を大阪府に、地域行政に関わる部分を「特別区」に、それぞれ移譲・統合することである。これにより、
- 従来から議論となっていた「大阪府と大阪市の二重行政」の解消
- 大阪都市圏というより広範な地域を対象とした行政ニーズへの対応
- より小規模な自治体である特別区による、地域の実情に応じた小回りの利く地域サービスの実現

を達成しようというものである。
大阪維新の会の最終案では、大阪市に代わって設置される特別区の区議会議員の数は、大阪市会の議員の数と同数とされ、議員の増員はされない。区議の報酬は市議の報酬額から3割減額する、とされていた。なお、最終案では大阪市地域にはそれぞれ区議会が設置されるが、大阪府議会では、定数削減後の88議席中27議席が配分されることとなり府議会全体の約31%を占めることとなる。
大都市地域特別区設置法に基づき法定協議会が設置され、2014年7月23日に同構想の設計書に当たる協定書が作成されたが、2014年10月27日に、自民党・公明党・民主党・共産党の反対により、協定書は大阪府議会・大阪市議会にてそれぞれ否決された。
しかし、その後、公明党が「住民投票を行うことについては賛成する」として議会での承認について賛成に転じた。2015年1月13日、改めて開かれた法定協議会にて協定書が承認された。そして、大阪市議会で3月13日に制度案を可決、大阪府議会でも3月17日、賛成多数で可決・承認された。
協定書が大阪市議会と大阪府議会で承認されたため、大阪市選挙管理委員会は、住民投票を2015年4月27日告示、5月17日投票の日程で行うことを決めた。住民投票の対象者は、該当区の住民基本台帳に記録されている日本国民で、20歳以上であり、平成27年（2015年）1月2日までに大阪市内へ転入し、その届出をした人。
5月17日の住民投票で同構想は、即日開票の結果、僅差であるが反対多数で否決され、廃案となった。
2015年11月の大阪府知事・市長ダブル選挙で、大阪維新の会の松井一郎・吉村洋文が当選し、都構想の再挑戦を政策に掲げていた松井が当選したことにより、都構想が再び議論されることとなった。
2020年の2回目の住民投票も反対多数によって、都構想の議論は事実上、終息した。

## 変遷

### 初期構想
同構想は20世紀の頃から議論が開始されたが、その最初は、1953年（昭和28年）12月の大阪府議会「大阪産業都建設に関する決議」で、大阪府・市を廃止して大阪都を設置し、市内に都市区を設置するとされた。これは1947年から大阪市側が展開していた特別市運動に対する大阪府側の対案とされた（特別市制度は実施されることなく、1956年に政令指定都市制度が施行された際に廃止）。
また、1967年（昭和42年）10月に左藤義詮大阪府知事（当時）が「大阪府を20区にする、現在の大阪の22区を9区にする、衛星都市を11区にして20区にする、そして区長は公選にする。そして20区になりました場合には、名称は大阪都となるかどうかわかりませんが、そこから選出したところの議員をもって、区選出の議員をもって区政の参議会というものをつくる」とする構想を持っていたことについて新聞で報道された。これについて政令市・大阪市の拡張を主張して「最終的には現在の府下全部を最終的に大阪市域にするのが好ましい」という考えを持っていた中馬馨大阪市長（当時）が反発し、対立した。
また、2000年（平成12年）頃に、太田房江大阪府知事（当時）が大阪府と大阪市の統合を掲げた大阪新都構想を唱え、2001年の「大阪府行財政計画」に「大阪都」という言葉が表現されている。この発言に対して磯村隆文大阪市長（当時）が大阪府をはじめとする都道府県から独立した「スーパー指定都市」「特別市」を主張し対立した経緯があった。
太田の大阪新都構想は、2004年に最終案として府に代わる広域自治体として大阪新都機構を設け、政令市の枠組みは残したまま住民自治の拡充を図るという案に取り纏められたが、これらの構想はいずれも具体化まで進展することなく消滅した。

### 橋下府政初期の動き
2008年に大阪府知事に就任した橋下徹は就任後、府と市町村の役割を精査したうえで権限移譲を進めていく考えを明らかにした。2008年時点では大阪市の廃止による特別区の設置などはまだ議論の俎上にはなく、橋下自身も「大阪府庁を発展的に解消する。府の権限と人とお金をできる限り市町村におろす」「府庁解体とかいう趣旨ではないが、役割を純化させたい」と述べるなど、府から基礎自治体への権限移譲に主眼を置いた考えであった。
2009年3月19日には、西野弘一府議会議員（当時は自民党所属、後に大阪維新の結成に参加）が府議会において、「大阪都政をやってしまうのが一番手っ取り早いんではないかと（中略）知事は、この案はいかがですか。」と質問し、橋下に特別区設置への見解を求めた。橋下は「都政ということになると、広域行政体が権限持ち過ぎる面があるのかな」と述べた上で、形式には選択の余地はあるが、広域行政と基礎自治体行政の機能の分化・整理は必要であるとの認識を示した。

### 2011年大阪市長・大阪府知事ダブル選挙まで

#### 大阪20都区構想

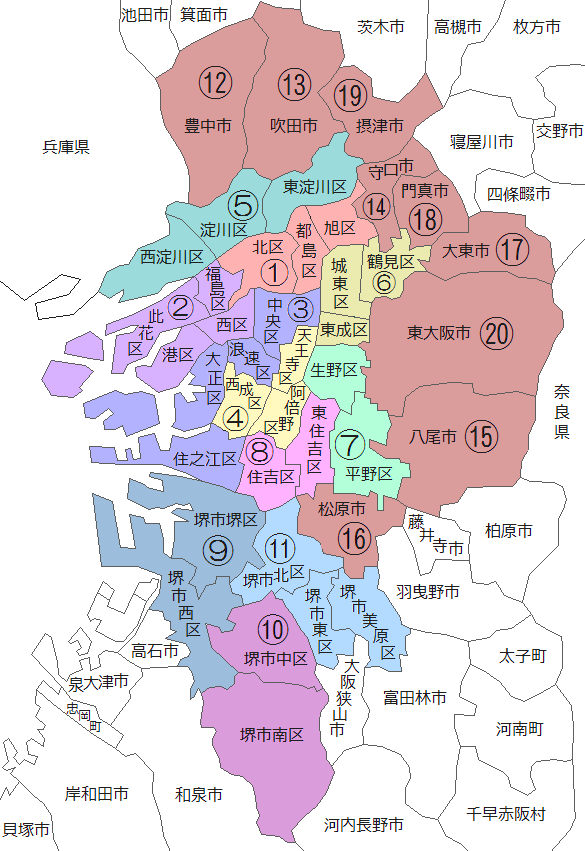
大阪都20区の区割り
(2010年3月 / 大阪維新の会内部資料を元に作成)

2010年3月に、橋下知事（当時）を代表とする「大阪維新の会」が発表した行政構想で、大阪府全域を「大阪都」とし、大阪市・堺市の政令指定都市を解消させ大阪府と一体化させるというもので、2015年までの実現を目指すものとされた。
特別区については、東京都23区をモデルとしつつ、東京23区よりも独立性が高く、一般市よりも権限範囲の広い中核市レベルの自治体を想定し、20区内の水道・消防・公営交通などの大規模事業は、区内の固定資産税・法人税の税金などを収入を財源として都が行い、住民サービスやその他の事業は20区の独自性に任せるとされていた。
20区の内訳は、現在の大阪市24の行政区を合併し8都区、堺市は7つの行政区を3都区に再編し周辺9市を特別区として大阪都20区に設置する。
大阪都20区の首長は区長を設置し、区議会議員による区議会を設置。区長と区議会議員は選挙で選出する方式とする。

#### 大阪市長・大阪府知事ダブル選挙
2010年4月に設置された「大阪府自治制度研究会」や2011年7月に設置された「大阪府域における新たな大都市制度検討協議会」によって、同構想の議論が具体化していくなか、平松邦夫大阪市長（当時）の任期満了（1期目）に伴い、大阪市長選挙が実施されることとなった。
このとき、当時3か月の任期を残していた大阪府知事の橋下徹が、同構想などを争点とするために、知事を辞職して大阪市長選挙に鞍替え出馬をすることを表明したため、1971年以来40年ぶりに大阪市長選・大阪府知事選が同日に行われるダブル選挙となった。
大阪市長選は、「大阪都構想」の推進および「教育基本条例案」「職員基本条例案」の制定を主張する橋下と、これに反対する現職の平松邦夫（自民党支持、民主党・共産党支援）の一騎討ちとなった。また、大阪府知事選には、大阪維新の会幹事長の松井一郎、元池田市長の倉田薫（自民党支持・民主党支援）ら7人が立候補し、やはり同構想推進派の松井と反対派の倉田という構図となった。
両選挙は2011年11月27日に投開票され、大阪市長選は橋下が現職の平松に22万票以上の差をつける75万票を獲得し当選、大阪府知事選は松井が2位の倉田に約80万票の差をつける200万票を獲得し当選した。

### 法定協の設置と協定書の作成

#### 国会での法改正と法定協の設置
民主党政権（野田第2次改造内閣）時の2012年8月29日、「大都市地域における特別区の設置に関する法律（大都市地域特別区設置法）」が、民主党・自民党・国民の生活が第一・公明党・みんなの党など与野党7会派が共同提出する議員立法で可決され、同年9月5日に平成24年法律第80号として公布された。
大都市地域特別区設置法は、「総務大臣は、この法律の定めるところにより、道府県の区域内において、特別区の設置を行うことができる」と定めるものであり、従前、地方自治法において特別区の設置を都（東京都）に限定していたものを（地方自治法第281条第1項は「都の区はこれを特別区という」と規定していた）、他の道府県にも開いたものである。
大都市地域特別区設置法の定める特別区設置の手続きについては大阪都構想 § 実現への条件を参照。
大阪府と大阪市は、2012年4月より「大阪にふさわしい大都市制度推進協議会」を発足させていたが、同評議会を引き継ぐ形で大都市地域特別区設置法の成立に伴い大阪府・大阪市特別区設置協議会（法定協）が設置され、同構想の設計書である協定書の作成が進められることとなった。

#### 大阪市再編案
2012年11月14日、市の公募区長プロジェクトチームが、大阪24行政区を再編し5区と7区の特別区にまとめる素案を、橋下市長へ提示し公表した。素案では、夜間人口30万人規模の7区案と、45万人規模の5区案を軸とし、税収上位2区である北区と中央区をそれぞれ分離もしく合体する計4案となっている。
2013年2月27日、第1回大阪府・大阪市特別区設置協議会が開催され、区割り案における25年後（2035年）の推計人口や鉄道網体系などが示された。更に第14回大阪府・大阪市特別区設置協議会（2014年7月3日）に橋下委員（大阪市長）から5区・分離案を修正する案（福島区を湾岸区から北区に変更、住之江区（咲洲・南港除く）を湾岸区から南区に変更）が提出された。
2014年7月23日に決定された法定協議会協定書では、この修正された「5区・分離案」が採用された。
| 5区案                                            |          |                                                  |          |  |  |  |
| 北区、淀川区、東淀川区、都島区                   | 0481,511 | 都島区、淀川区、東淀川区、旭区                   | 0425,450 |  |  |  |
| 此花区、福島区、港区、大正区、西淀川区、住之江区 | 0432,242 | 此花区、福島区、西区、港区、大正区、西淀川区     | 0458,961 |  |  |  |
| 城東区、東成区、生野区、旭区、鶴見区             | 0477,388 | 城東区、東成区、生野区、鶴見区                   | 0413,314 |  |  |  |
| 平野区、阿倍野区、住吉区、東住吉区               | 0443,333 | 平野区、住之江区、住吉区、東住吉区               | 0442,197 |  |  |  |
| 中央区、西成区、西区、天王寺区、浪速区           | 0444,933 | 西成区、北区、中央区、天王寺区、浪速区、阿倍野区 | 0539,485 |  |  |  |
|                                                  |          |                                                  |          |  |  |  |
| 7区案                                            |          |                                                  |          |  |  |  |
| 都島区、北区、福島区                             | 0299,493 | 都島区、北区、中央区                             | 0337,845 |  |  |  |
| 此花区、西区、港区、大正区、西淀川区             | 0372,050 | 此花区、福島区、西区、港区、西淀川区             | 0417,282 |  |  |  |
| 天王寺区、中央区、浪速区                         | 0272,851 | 天王寺区、浪速区、東成区、生野区                 | 0311,810 |  |  |  |
| 淀川区、東淀川区                                 | 0268,929 | 淀川区、東淀川区                                 | 0268,929 |  |  |  |
| 城東区、東成区、旭区、鶴見区                     | 0383,838 | 城東区、旭区、鶴見区                             | 0313,166 |  |  |  |
| 平野区、生野区、東住吉区                         | 0336,493 | 平野区、阿倍野区、東住吉区                       | 0330,749 |  |  |  |
| 西成区、住之江区、阿倍野区、住吉区               | 0345,753 | 西成区、大正区、住之江区、住吉区                 | 0299,626 |  |  |  |
| 数字は区割り案の基準とした2035年の推計人口。     |          |                                                  |          |  |  |  |

#### 2013年堺市長選での維新の会の敗北
同構想は、大阪市のみならず堺市ほかの大阪市周辺の市域をも対象とするものとして構想され、さらには、より広い関西州の形成（いわゆる道州制）をも念頭において構想されたものであった。2013年伊丹・宝塚市長選挙では維新政調会長の浅田均が「周辺10市ぐらいが合併して、神戸市まで特別区にする」と述べ、大阪府内のみならず、兵庫県まで範囲を広げた大阪都構想に意欲を示した。しかし、両市長選で維新候補が惨敗すると、同年の兵庫県知事選挙に維新は候補者擁立を見送り、兵庫県の都構想参加は事実上議論に上がらなくなった。
さらに、2013年9月29日に実施された堺市長選挙において、堺市を分割する構想に反対する竹山修身が、大阪維新の会の候補者を19万8千票対14万票で破り再選を果たした事から、堺市が特別区に再編される事は事実上なくなった。なお竹山は、橋下徹大阪府知事（当時）の全面的な支援を受けて2009年9月27日の市長選挙で堺市長に当選したが、2010年末頃から大阪都構想をめぐり橋下と対立するようになり、2011年2月16日、政令市の区長権限の強化はするが公選制の導入は考えないとの意向を表明し、大阪都構想に伴う堺市の分割には反対するようになった。

#### 法定協での対立と橋下市長の辞任
2013年2月より、大都市地域特別区設置法に基づき設置された特別区設置協議会にて、都構想に関する区割案や財政調整制度など、都構想の本格的議論が開始されたが、区割り案の絞り込みについて大阪維新の会と他会派との間で議論が紛糾した。
このとき、自民党委員から「法定協議会を開催すればするほど、都構想の必要がないことが明らかになってきている」、民主・みらい委員から「大阪市の解体・廃止はしない。すべきではない」、共産党委員から「都構想は百害あって一利なしだということがはっきりした」という、都構想そのものに対する反対論が述べられた。
大阪維新の会は法定協議会で議決に必要な過半数を占めていなかったため、公明党の協力を得ることが必要であった。しかし、上記の2014年1月31日の法定協議会にて、公明党が維新の会の提案に対して反対に回ったことから、維新の会は法定協議会での決議を得ることができなかった。このような法定協議会での意見対立は、橋下市長らが目指す2015年4月の制度実現を困難にするものであり、大阪都構想の事実上の頓挫を意味するものであった。
2014年2月3日、橋下徹大阪市長は「大阪都構想の設計図づくりがストップさせられた」「民意の後押しを受けなければならない」として、市長職を辞任し、出直し市長選を行うと発表した。これに対して、自民・民主・公明・共産の各党は、市長選に対する対立候補を見送るとの方針を明らかにした。

#### 橋下市長再選と協定書の作成
|                                                                   | 東区                                                                 | 城東区、東成区、生野区、旭区、鶴見区 |
| 北区                                                              | 北区、都島区、淀川区、東淀川区、福島区                               |                                      |
| 湾岸区                                                            | 住之江区（南港東以西）、港区、此花区、大正区、西淀川区、             |                                      |
| 中央区                                                            | 西成区、中央区、西区、天王寺区、浪速区                               |                                      |
| 南区                                                              | 住之江区（平林南・平林北以東）、阿倍野区、平野区、住吉区、東住吉区、 |                                      |
| 下線部は2012年11月の区割り案（5区北区・中央区分離案）からの変更点 |                                                                      |                                      |

2014年3月23日に行われた大阪市長選挙で、橋下徹は37万7472票（得票率87.51%）を得て当選したが、他方で投票率は23.59%と過去最低を更新するものとなった。
維新の会は、2014年6月27日と7月3日に、過半数を占める大阪府議会の議会運営委員会で、府議会から選出されている自民党・民主党・公明党の法定協委員を維新の会の議員に差し替えて、法定協の過半数を確保した。そして、2014年7月3日に第14回法定協が実施され、市議会から選出された委員が全員欠席するなか、全会一致で維新の会の主張する「5区・分離案」（上記のとおり福島区、住之江区を修正したもの）が承認され、同月23日の第17回法定協により協定書が決定された。
翌24日に大阪都構想協定書は国に提出され、同年9月1日に、総務大臣より「特段の意見はありません」との意見書が浅田均法定協会長に交付された。なお、この際に、与野党の対立で府・市両議会が混乱していることについて、「関係者の間で真摯な議論を」と求める新藤総務相名の助言書も交付された。

### 住民投票へ

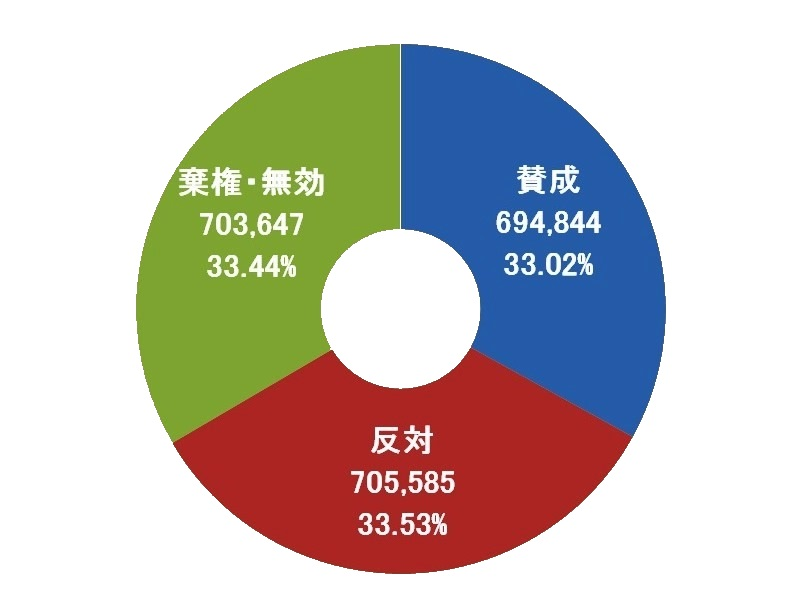
特別区設置住民投票の結果

協定書は、2014年10月1日に、松井知事と橋下市長により、それぞれ大阪府議会・大阪市議会に提出されたが、2014年10月27日に、自民党・公明党・民主党・共産党の反対により、協定書は大阪府議会・大阪市議会にてにそれぞれ否決された。
しかし、その後、公明党が「住民投票を行うことについては賛成する」として議会での承認について賛成に転じた。2015年1月13日、改めて開かれた法定協議会にて協定書が承認されたことから、同年3月の議会での承認を経て、実現の是非を問う見通しとなった。
2015年2月23日に大阪府議会、2月24日に大阪市議会に制度案（協定書）が再提案された。
2014年10月に否決された内容とほぼ同じだが、今回は公明党が都構想の賛否を問う大阪市民対象の住民投票の実施を了承し、協定書を2015年3月13日の大阪市議会で可決、大阪府議会も3月17日に可決した。
大阪市選挙管理委員会は2015年3月20日、住民投票の日程を2015年4月27日告示、5月17日投開票と決めた。3年前に成立した「大都市地域における特別区の設置に関する法律」に基づいて、政令指定都市の廃止を問う全国初の住民投票となった。
住民投票の対象は特別区の設置エリアである大阪市内で、4月2日時点の有権者は約211万人。大都市地域特別区設置法に基づき、投票率に関係なく結果は法的拘束力を持つ。賛否の呼びかけには公職選挙法が準用されるが、活動費用やビラ、ポスターの種類や枚数などには制限がなく、街頭運動も投開票の当日まで可能であった。そのため、投開票日にも投票所周辺で賛成派と反対派がビラを配るなど活動は活発化したほか、大阪維新の会は約4億円の広告費を投じてテレビCMを流し続けた。また、維新の広告費の原資の大半は維新の党の政党交付金であった。
4月27日、京都大学大学院教授藤井聡は、同構想（「特別区設置協定書」に基づく大阪市の廃止と五分割）について市民が正しく理解する必要性（インフォームドコンセント）から、幅広く全国の学者に呼びかけ所見を求めた。1週間で行政学、政治学、法律学、社会学、地方財政学、都市経済学、都市計画学等、様々な学術領域の研究者108人から、同構想の危険性を指摘する所見が集まり、5月5日に学者18人による緊急記者会見が行われた。記者会見では、同構想が大阪市民の暮らしや大都市大阪そのものに及ぼす危険性の具体的内容が示され、危険性の存在が宣言された。他方、中央大学大学院教授佐々木信夫（大阪市特別顧問）は論説「大阪都構想『住民投票』で問われるのは、大阪の大都市の将来についてだ」として藤井聡の「7つの事実」に反論したほか、慶應義塾大学教授上山信一（大阪市特別顧問）は「政令市」という巨大で非効率な「業界」にメスを入れるという観点から賛成の立場をとるなど、賛成派の学者も一定数存在する。
2015年5月1日、大阪維新の会の支持者から大阪市選挙管理委員会に対して、世論調査を装った不審な電話が大阪市内で相次いでいる、という指摘がなされた。それによると、女性の声による自動音声で「今回、投票に行かない場合は自動的に賛成になるのはご存じですか」など「都構想に関するアンケート」として、電話で質問をしてきた、というものであり、この指摘を受け、橋下は「大阪市民の皆さん！　これは嘘ですよ」と呼びかけた。大阪市選管は、こうした電話があったことが事実だとすると、それは公職選挙法に抵触する可能性があるため、大阪府警への相談を検討している、とされた。

一方で、投票用紙についても物議があった。投票用紙の記載は「大阪市における特別区の設置についての投票　特別区の設置について賛成の人は賛成と書き、反対の人は反対と書くこと。」となっていたため、「大阪市を廃止して」が隠蔽され、反対派は一部の有権者が「大阪市が存続したまま特別区が設置されると勘違いする」可能性があると主張した。

### 住民投票での否決、廃案
2015年5月17日に行われた住民投票の結果、反対705,585票が賛成694,844票を上回り、わずか0.8ポイントの僅差で否決となった。
今回の結果を受けて、橋下は松井と共に記者会見し、ことし12月までの任期は全うするものの、次の市長選挙には立候補せず、政界を引退する意向を表明。また、この結果を受けて、大阪維新の会の関連団体である維新の党代表・江田憲司は18日未明、「責任を痛感している」などとして党代表を辞任する意向を表明。その後、維新の党は19日午後に開いた両院議員総会で、江田の代表辞任を了承し、新代表に前幹事長の松野頼久を選出した。
一方、当時反対派各党の大阪支部の幹部のコメントは以下の通り。
- 自民党大阪市議団の柳本顕幹事長：「大阪市を守らなければいけないという思いで活動してきたが、複雑な思いのなかで反対票を投じてくれた有権者に心から感謝したい。一方で、今の現状の大阪市を何とか変えたいという橋下氏を中心としたメッセージが、市民の心を揺さぶったのも事実であり、現状を見定めて、しっかりとした地に足の着いた大阪市政を取り戻すべく、今後、全力を尽くしたい」
- 公明党大阪府本部の佐藤茂樹代表：「きっ抗した数字の結果として大阪市民の中に、大阪市をさらに今よりも改革してほしいという意思表示もあるということは明らかだ。私どもは表示された意思を尊重しながら、しっかりと先頭をきって役割を果たせるように頑張って参りたい」
- 共産党大阪府委員会の山口勝利委員長：「同構想は、大阪市を潰すことや暮らしを壊すことになり、1人の指揮官のやりたい放題になると問題を明らかにしてきた。私たちの訴えを受け止めてくれた市民、有権者に感謝を申し上げたいし、敬意を表したい」
- 民主党大阪府連の尾立源幸代表：「大阪市を解体するのではなく、市の権限や財源などを強化することで改革を進めていくという、自分たちの主張が認められて感謝している。一方で、大阪市や大阪府の今の在り方ではだめだという意識を持っている人が多いのも事実だ。今後は、さまざまな場面で対立をあおるのではなく、合意形成を丁寧に図りながら、さらに改革を進めていかなければならない」

投票結果の評価
NHKの出口調査では70代以上「以外」のすべての層で過半数を超える人たちが賛成していることなどから、経済学者の八代尚宏はシルバー民主主義の特徴が、明確に示されたものといえる、と論評した。一方で投票日前に産経新聞が行った調査では20代で反対が上回っており、政治学者の菅原琢は「各種の世論調査を見ても、高齢者が若年層に負担を求めるような明確な傾向は確認できない」と指摘し、安易に老人対若者に単純化する構図を批判した。

### 法定協議会の廃止
特別区設置についての住民投票での否決の結果を受けて、大阪府・大阪市特別区設置協議会の廃止の議案を、大阪市長橋下徹が2015年5月29日、大阪市会に、大阪府知事松井一郎が2015年6月2日、大阪府議会にそれぞれ提出し、大阪市会は2015年6月10日に可決、大阪府議会は2015年6月11日に可決し、最後の議決の日である2015年6月11日限りで、正式に大阪府・大阪市特別区設置協議会が廃止された。

### 大阪会議の頓挫と大阪府知事・市長ダブル選挙を経て、再び都構想議論へ
同構想の対案として、自民党などの野党会派が提案した「大阪戦略調整会議」（略称：大阪会議）が設けられ、3度にわたって会合が開かれたが、大阪会議では各会派が自分達の主張を繰り返すばかりで、実質的な協議には入れず、事実上破綻した。
そうした中で、11月22日の大阪ダブル選挙を迎え、共に大阪維新の会のメンバーで大阪府知事選挙に立候補した松井一郎と大阪市長選挙に立候補した吉村洋文が揃って対立候補に大差をつけて当選した。両者は、副首都大阪の確立、経済成長戦略などの5つの行政目的の実現と「それら5つを実現するための統治機構改革」という第6番目に掲げた公約を根拠に、大阪都構想の是非を再度浮上させ住民投票で問うことを進めている。
2017年5月26日、大阪市議会において第2次法定協である大都市制度（特別区設置）協議会の設置議案を大阪維新の会、公明党などの賛成多数で可決した。6月9日には大阪府議会においても賛成多数で可決、同日で発効した。2017年6月27日に第2次法定協が開かれた。法定協議会会長には今井豊府議が選出された。再び法定協の場において都構想の議論と、公明党などが導入を主張する総合区の議論が行われ、大阪都構想を復活させるのか、あるいは総合区などの案で検討するのかを決めることになった。
大阪府市長は2018年秋に都構想の是非を問う住民投票で再び都構想が否決すれば、大阪市を残したまま市内24区を8区に再編して区長権限を強化する総合区を導入する考えを示した。市民に対しても、「総合区、特別区、選ぶのは私たち」と広報を行い、どちらかを選択し、現状維持の選択肢は認めないと主張していた。
2018年2月15日、大阪維新の会は、市議団や市内選出の府議の意見をまとめ、大阪府・市が作成した上記の内、「4区B案」を支持する方針を決めた。
|           | 仮称区   | 行政区                                                 |
| --------- | -------- | ------------------------------------------------------ |
| 4 区 A 案 | 第一区   | 東淀川区、旭区、都島区、北区、鶴見区、城東区、東成区   |
| 4 区 A 案 | 第二区   | 淀川区、西淀川区、福島区、此花区、港区                 |
| 4 区 A 案 | 第三区   | 中央区、西区、浪速区、西成区、大正区、住吉区、住之江区 |
| 4 区 A 案 | 第四区   | 天王寺区、生野区、阿倍野区、東住吉区、平野区           |
| 4 区 B 案 | 淀川区   | 東淀川区、淀川区、西淀川区、此花区、港区               |
| 4 区 B 案 | 北区     | 旭区、都島区、北区、福島区、鶴見区、城東区、東成区     |
| 4 区 B 案 | 中央区   | 中央区、西区、浪速区、西成区、大正区、住吉区、住之江区 |
| 4 区 B 案 | 天王寺区 | 天王寺区、生野区、阿倍野区、東住吉区、平野区           |
| 6 区 C 案 | 第一区   | 東淀川区、旭区、都島区、北区                           |
| 6 区 C 案 | 第二区   | 淀川区、西淀川区、福島区                               |
| 6 区 C 案 | 第三区   | 鶴見区、城東区、東成区                                 |
| 6 区 C 案 | 第四区   | 西区、此花区、港区、大正区                             |
| 6 区 C 案 | 第五区   | 中央区、浪速区、西成区、大正区、住吉区、住之江区       |
| 6 区 C 案 | 第六区   | 天王寺区、生野区、阿倍野区、東住吉区、平野区           |
| 6 区 D 案 | 第一区   | 東淀川区、淀川区、西淀川区                             |
| 6 区 D 案 | 第二区   | 旭区、都島区、北区、福島区                             |
| 6 区 D 案 | 第三区   | 鶴見区、城東区、東成区                                 |
| 6 区 D 案 | 第四区   | 西区、此花区、港区、大正区                             |
| 6 区 D 案 | 第五区   | 中央区、浪速区、西成区、大正区、住吉区、住之江区       |
| 6 区 D 案 | 第六区   | 天王寺区、生野区、阿倍野区、東住吉区、平野区           |

また公明党が推進する、大阪市を残したままで、現在の24行政区を合区して8総合区とする対案が示されている。
| 総合区 | 行政区                         |
| ------ | ------------------------------ |
| 第一区 | 淀川区、東淀川区               |
| 第二区 | 北区、都島区、旭区             |
| 第三区 | 福島区、港区、此花区、西淀川区 |
| 第四区 | 東成区、城東区、鶴見区         |
| 第五区 | 中央区、西区、大正区、浪速区   |
| 第六区 | 天王寺区、生野区、阿倍野区     |
| 第七区 | 住之江区、住吉区、西成区       |
| 第八区 | 東住吉区、平野区               |

大阪市解体で、4つの特別区は「東西区」「南区」「北区」「中央区」の名称が決まった。しかし「東西区」を巡って相応しくないため、維新が実施した地元の住民の対象をしたアンケートでは、「淀川区」に変更した。「南区」についても、8月に実施した地元住民約3700人を対象にしたアンケートで、7割近くが「天王寺区」が良いと回答したことから、大阪維新の会は8月24日、「南区」から「天王寺区」に変更するよう提案した。

### 法定協の決裂と維新による出直しクロス選
その後も法定協議会は開催されていったが、本音では都構想反対である公明党の意向もあり、設計図である協議書の具体的な議論の進展が見られなかった。大阪・関西万博開催決定で勢いを得た大阪維新の会は、公明党と協議を重ねたが、最終的に維公間で決裂。松井知事は4月の統一地方選に合わせて、自身と大阪市長の吉村市長が任期途中で辞職し、知事・市長を入れ替える「出直しクロス選」を表明した。
2019年4月、統一地方選に合わせ府知事選・市長選のダブル選挙が行われ、維新対反維新（自民・公明・立憲・国民・共産）の構図の中で、松井市長・吉村知事が圧勝した。

### 公明党が都構想賛成に転換
|          | 特別区                                                 | 行政区   | 面積      | 人口 |
| 淀川区   | 東淀川区、淀川区、西淀川区、此花区、港区               | 67.28km2 | 607,946人 |      |
| 北区     | 北区、福島区、都島区、旭区、城東区、鶴見区、東成区     | 48.5km2  | 802,287人 |      |
| 中央区   | 中央区、西区、浪速区、西成区、大正区、住吉区、住之江区 | 65.35km2 | 755,359人 |      |
| 天王寺区 | 天王寺区、阿倍野区、生野区、東住吉区、平野区           | 44.22km2 | 644,811人 |      |

出直しクロス選挙と統一地方選（大阪府議会・市議会）で大阪維新の会が躍進。公明党は衆議院小選挙区に対立候補を擁立されるのを回避するため、住民サービスが低下しないことなどを条件に都構想賛成に転じ、総合区の主張は取り下げた。それを受けて、松井市長の指示により、大阪市における総合区制度の検討は終了となり、前回住民投票と同様、特別区か、現状維持かのどちらかを選択することに戻った。
2019年12月26日の法定協にて、都構想の大枠についての採決が行われ、維新および公明党の賛成多数で了承された。
自民党は統一地方選後は住民投票の実施については府連会長が容認する方針を示していたが、都構想そのものついては「メリットとデメリットの双方について説明を尽くす」として賛否を保留、2019年12月の採決では府議団・市議団とも反対した。しかし2020年6月16日には「大阪市の住民サービスが下がる可能性は高いが、スピード感を持って意思決定できるようになる」（杉本太平府議団幹事長）などとして府議団は同月19日に採決される制度案に対し賛成に転じることを表明した。府議団内では大阪市内の選出議員は制度案に反対したものの、全体では賛成多数であったとされ、反対の方針を維持する自民市議団とは対応が分かれる見通しとなった。

### 大阪都構想の制度案決定
その後も、法定協議会（法定協）において審議が進み、2020年6月19日に大阪都構想の制度案である「法定協議書」が大阪維新の会などの賛成多数で可決された。
法定協では、各党が改めて意見表明した後に採決し、会長を除いた委員19名のうち、都構想を推進する維新の10人（知事・市長を含む）と、19年5月も反対から方針転換した公明党の4人が賛成。昨年12月の法定協の制度案の大枠に反対した自民党は意見が割れ、府議2人が賛成に回る一方で市議2人は反対した。共産党の1名は反対した。

### 2回目の住民投票へ
その後、大阪府議会において8月18日から28日、大阪市議会において同じく8月18日から9月3日で臨時議会を開き、それぞれ最終日に採決する日程で、大阪維新の会、自民党、公明党の3会派が合意した。
8月28日、大阪府議会で大阪市を廃止して4つの特別区を新設する「大阪都構想」の制度案（協定書）の採決が行われ、大阪維新の会、公明党、自民党の一部などの賛成多数（賛成71、反対15）で可決された。自民党では8月17日に府連として反対する方針を決めたものの、賛否が割れる党内事情を踏まえて自主投票とし、当初賛成が多数であった自民府議団では25日の議員団総会では賛否が同数で拮抗、採決では所属議員16人のうち5人が賛成した。その後、制度案は9月3日、大阪市議会でも採決され、大阪維新の会、公明党の賛成多数（賛成57票、反対25票）で可決し、10月12日告示、11月1日投開票の日程で住民投票が実施される方針が固まった。

### 再び住民投票での否決・廃案
2020年11月1日には2015年に行なわれた住民投票に続く2度目の住民投票が行なわれた。結果は反対 692,996票、賛成675,829票と前回と同様に僅差での否決に終わった。松井一郎大阪市長は2023年4月の任期満了で政界を引退すると表明し、吉村洋文代表代行（府知事）は「僕が都構想に挑戦することはない」と述べた。毎日新聞の報道によると、2013年に都構想の制度設計を担う部署である「大都市局」が設置されて以降、都構想関連の事務にあたる人件費や選挙関連費用でかかった費用は計100億円超だった。松井市長は、これは大都市局・副首都推進局の9年間の人件費固定費であって港湾や大学、研究所、保証協会などのインフラ計画、広域事業全般を取り扱うものであり都構想の費用と報じているのは酷過ぎる恣意的な偏向記事と批判している。これをもって大阪市は存続することになり、10年に及んだ都構想の議論は正式に廃案となった。

### 広域行政一元化条例の制定
大阪都構想が住民投票で否決されたことを受け、次善策として大阪維新の会主導で公明党に配慮した上で2021年3月に大阪府と大阪市の各議会で広域行政一元化条例が可決成立し、同年4月1日より施行された。3月26日の市議会終了後、松井市長は都構想以来、看板政策として進めてきた府・市の都市制度改革について「制度論はここで区切りだ」と述べた。

## 長所・短所
本項では、大阪維新の会が中心となって進める大阪市域への特別区設置について、長所と短所、およびそれぞれに関わる論争点を記載する。

### 長所

#### 二重行政の解消
過去の大阪は、府市連携が不十分であり、府市それぞれが大規模開発やサービス展開などを行うなど二重行政の弊害が指摘されてきた。2011年以降、府知事と市長の人的関係により、府市一体で、大阪市営地下鉄のサービス向上・民営化、地方衛生研究所の統合、公立大学の統合など様々な取り組みにより二重行政の解消が進展してきたが、こうした府市の連携・協調を知事・市長の人間関係によるものではなく、制度として担保することで、二重行政の無駄を未来に向けてなくし、広域と基礎の役割分担が徹底されることで、二重行政が制度的に解消されるとしている。

#### 財源効果の発現
2011年の府市統合本部設置以降の大阪府・大阪市の二重行政の解消等で生み出された財政的効果は1,994億円（2012年度から2020年度までの累計）（一般財源ベース）であり、2020年度当初予算ベースでは370億円、2039年度推計値は492億円が見込まれている。これにより、教育・子育て環境の充実を中心とした新たな投資が行えるとしている。また、政策効果分析では、現状の大阪市は大きすぎることから、特別区導入により適正な人口規模に近づけることで、10年間で累計約1.1兆円の｢特別区の財政効率化効果｣が発現し、マクロ計量経済モデルでは、｢特別区の財政効率化効果｣の一部を財源として、追加的な社会資本整備が行われたと仮定し、10年間で累計約0.5兆円～1兆円の｢実質域内総生産｣が発現するとしている。

#### 住民サービスの充実・地域の発展
住民に選ばれた区長自らが、予算編成、条例提案等の権限を行使し、住民ニーズに応じた施策をきめ細かに展開できるとしている。具体的には、それぞれの特別区の実情に応じて、住宅密集市街地対策や空き家対策を強化するなど、優先して解決すべき課題に重点的に取り組むことが可能になること、区独自のこども施策や家庭支援施策の効果的な展開が可能となること、などが挙げられている。
なお、24区役所で窓口サービス等は引き続き実施され、大阪市が実施してきた特色あるサービスは維持されるとしている。また、2020年投票対象の区割りでは、都市の拠点にも配慮がなされ、各特別区に主要ターミナルがあり、各特別区の将来的な発展の核となることが期待できるとしている。そのうえで、これまで大阪市が担ってきた市域内の広域的なまちづくりについて、大阪府が大阪全体さらに関西圏も視野に入れ実施でき、特別区は大阪府に対し地域の意見の反映や連携が期待できるとしている。

### 短所

#### 行政効率の低下
水道事業や児童自立支援施設、保護施設、市立病院、斎場など分割できない行政サービスについては一部事務組合という協同組織をつくり運営することになるが、この一部事務組合が担当する業務は100以上にのぼることになる。このため、反対派は「府、特別区、一部事務組合の三重行政になる」などと批判している。
現行で二重行政と言われているものは、選挙で選ばれた知事と市長が協調せず独自に動く事で起きているとされるが、反対派からは「同構想下でも知事と区長の間で同様の事が起こる可能性がある。さらに現行では府市間の調整で済むものが、同構想下では各区選出の区長間の調整が新たに必要となり、党派や方針の違いがある場合はより調整が困難になる。」との主張もある。
橋下徹大阪市長は、大阪市の行政における課題として、住民自治の不足（民政赤字）を挙げた。同構想が実現した場合、充当事業は、大阪府：特別区＝50：50　の比率とするとし、「今やるサービス分の財源はきちんと確保できることは間違いありません。」と語った。
2014年、安倍内閣は地方自治法を改正（2016年施行）し、政令指定都市の都市内分権を進め、住民自治を強化する「総合区」制度を創設した。自民・公明・民主の市議会各会派はこの制度の導入に前向きである。

#### 再編コスト
特別区設置による財政効果額は、大阪維新の会は年間4000億円と主張していたが、大阪府市大都市局の試算ではマイナスになることが明らかになっている。2017年度から45年度までの17年間の累計で2630億円、経営形態の見直しを検討する事業（A項目）及び府市で類似・重複している行政サービス（B項目）1849億円と市政改革プラン357億円を除くと、17年間でコストは424億円削減できるが、再編コスト650億円を差し引くと－226億円となる。つまり、同構想が実現すると、17年間で226億円のコスト増となる（第17回特別区設置法定協議会資料の長期財政推計より）。
一方、特別区設置5年間の収支不足の総額は858億円。地下鉄・バス・一般廃棄物収集輸送の民営化が実現されない場合は1071億円の収支不足に陥る（民営化と同構想には因果関係はない。2017年時点では、地下鉄・バス事業のみ民営化が可決され、その他の事業は市議会で反対されている。）。ただし上記の財政推計は、「現時点（平成26年7月23日の協議会時点）で把握できる数値を基に一定の前提条件をおいたうえで行った極めて粗い試算であり、今後の予算編成において変動する可能性があるため、相当の幅をもって見る必要がある」とされている。
当初財政効果を謳っていた橋下はこれらの試算が明らかになった後、「僕の価値観は（都構想の）財政効果に置いていない」と述べ、同構想による財政効果への期待感を否定した。
また、「二重行政」の解消のうち政令市から特別区に移行しなければ解決できないものは、法律上政令市に設置義務がある精神保健福祉センターのみで、それ以外は制度を変えなくても効率化は可能である、との主張もある。
特別区への移行に必要な再編コストは、2015年に否決された5区案では新庁舎の建設を前提としており、600億～680億円としていた。これが高額であると批判された経緯から、府市は2017年に民間ビルの賃借を組み合わせた庁舎整備によりコストの圧縮が図れるとし、4区に再編した場合302～561億、6区の場合346～768億とする試算を掲示したが、再編に伴う財政効果の全体額は明らかにしなかった。
その後2019年に公明党がコスト抑制などの4項目を合意の条件に都構想に賛成する意向を表明したため、維新は新庁舎を建設せず、現在の大阪市役所本庁舎を複数の特別区で共有することで初期費用を314億円削減する案を提示した。ただし、それでもシステム経費などを合わせて初期コストは計240億円となる見込みであり、また、自民党は執務スペースが足りなくなる2特別区が、現在の大阪市役所に一部部署を配置する方向となっていることから、「災害対応などの緊急時に支障が出る」と批判した。
また、特別区移行による年間のランニングコストは、システム運用経費で約30億、特別区設置による職員増で約20億と合計約50億円増加するとされている。

#### 大阪市の財源の流失の可能性
政令市は市内から発生する事業所税、固定資産税、都市計画税、特別土地保有税、法人市町村民税、個人市町村民税、軽自動車税、市町村たばこ税が自主財源で、大阪市は6353億円の税収がある。これに地方交付税などを加え、2017年度の予算は8438億円だった。特別区では個人市民税、軽自動車税、市たばこ税のみが自主財源で、5区合計では1593億円。財政調整交付金や目的税交付金を受けて6350億円となる。現行の8438億円との差額約2000億円は大阪府の財源になり、自治体間の貧富の格差を埋めるために「所得の再分配」を行うという都道府県の財政運営の「法的常識」から鑑みると、旧大阪市民の税金が市外に流出する。つまり、この約2000億円は、大阪府に移管された行政サービスの費用に全額が使用されるとは限らないとの見方もできる（大阪府市大都市局の試算）。
また、前述の財政調整交付金についても、金額の決定権は府にあることから、「特別区は財政調整制度に頼らざるを得ず、住民の声に応えるだけの財布を持ち得ない」とし、中核市どころか村以下の住民サービスになると反対派は主張している。

#### 大阪市の大都市機能の弱体化
「二重行政解消」というイメージは「協定書」の解釈の一つに過ぎず、「協定書」が実現すれば、必ず「二重行政解消」が実現すると約束されるものではなく、大学、病院など複数あることによる多様性が失われると、文化度が低下するという意見もある。
同構想が実現すると、今まで大阪市が担ってきた「都市計画の権限」はすべて大阪府に移る。大阪市には大都市の都市計画のノウハウ、技術力、経験が蓄積されているが、大阪府はそれらをほとんど持ち合わせていない。また、5つの特別区域（旧大阪市）に投入するインフラ整備予算も大幅に減少するため、大都市としての社会基盤、ひいては大都市機能が衰える可能性がある。
特別区には本来なら市が有する用途地域と呼ばれる都市計画の権限がなく、例えば、閑静な住宅街へのコンビニ出店を避けるための計画の変更も府に陳情する必要がある。そのため、「地域の実情に合わせた都市開発が進められない」とする主張もある。実際、東京都では、東京23区で構成される特別区協議会が特別区制度の弊害を解決するべく、2007年に「『都の区』の制度廃止と『基礎自治体連合』の構想」と題した「特別区を廃止すべき」とする提言を取りまとめている。

#### 職員数の増加
2018年の大都市制度（特別区設置）協議会資料では、特別区設置に伴う体制整備により職員（公務員）が330人増加するとされている。

#### 行政サービス水準の差異発生
保有財産や税収、歳出規模の異なる複数の特別区が誕生することにより、複数の特別区で行政サービスの差異が発生する可能性がある。
旧大阪市域の行政サービス水準の低下
政令市である大阪市には一般市にはない権限と財源があり、それを活用することで高度な行政サービス（敬老パス、子ども医療費助成など）が実施できている。
これに関して、橋下は当時、府下一般市との比較において「大阪市民はぜいたくなサービスを受けている」と指摘し、緊縮政策の観点から府下並みにサービスカットするために都構想が必要であるとしている。

## 2度の否決後の維新の会の党勢との関連
関西学院大学法学部の善教将大教授は2023年に日本維新の会が勢いに乗っている背景について、国政選挙では自民党に投票する層の約3割が、地方選挙では維新の会に入れており維新一強状態になっていることに触れ、自民党と都道府県支部が比較的分権的なことであることが足をひっぱり、二重行政を解消出来なかったことが理由だと指摘している。⾃⺠党の組織的特徴として、都道府県連は党本部からの⾃律性が他党よりも⾼く、県連や府連が党執⾏部の⾔うことに従うとは限らない「分権型政党組織」である。そして、⼤阪の場合は、地方支部が⾃律性を持つという⾃⺠党の特徴がマイナスに働いており、維新府政・市政開始以前の府市の対立に繋がっていた。彼は今後は維新の会は「都構想」を成⽴させようとしないと分析しており、理由としては(大阪)⾃⺠にもっている⽐較優位性と組織の足腰の弱体化に繋がると述べている。何故ならば、大阪都構想では、特別区に設置予定の議会の選挙制度を維新の強みを潰す⼤選挙区制とされていたこと、特別区長選挙実施で反維新の区⻑誕生の可能性もある。そのため、善教教授は、維新は「都構想」よりも現行の「府市⼀体」を武器にした⽅が、府内の組織維持&他地域への⽀持拡大に繋げることが出来ると述べている。

## 評価

### 学校法人による財政効果試算
大阪府市は大阪都構想の財政効果試算の事業者を公募し、応募のあった2事業者のうち関西で実績が高いことなどを理由に東京都の学校法人「嘉悦学園」が選ばれた。委託を受けた同学園は2018年7月に「行政の効率化で10年間に最大1兆1千億円強の歳出を削減できる」などとする報告書を公表。維新側はこれを「十分な効果があると学術的に証明された」と評価したが、自民・公明は府に移管されるだけの事務が歳出削減分に含まれていることを問題視し、試算のやり直しや第三者による検証を求めた。また、公明党は年1100億円の削減効果額を具体的にどう捻出するのかとも質問したが、学園側は「内訳を具体的に申し上げるのは難しい。特別区では役割が明確になり、より地域住民の小さな声を拾った積み重ねが効果の実現につながる」などと回答し、かみ合わない議論となった。
この試算は、自治体の住民1人あたりの歳出額はある一定の規模を超えると支出が増えて「U字形」になるという学説を根拠として算出されたものであり、どの項目の歳出を減らすことができるかについては言及していない。この学説を巡っては「解釈が誤っている」との指摘が一部識者から出ている。京都大学大学院の川端祐一郎助教（公共政策論）や、一橋大学の佐藤主光教授（財政学）は、市を分割してもすでに存在する道路やゴミ処理施設などの都市関連施設は残るため、歳出減にはつながらないとし、「既存の研究では嘉悦学園のような説明は全く出てこない」「既存の研究は主に自治体が合併する際のメリットを検証するための議論で、自治体を分割するケースに単純に当てはめるのは適切ではない」と指摘した。また、立命館大学の村上弘教授（地方自治論）は「U字」自体を疑問視し、都市化や自治体の権限の違いの影響を除いた場合、「グラフは『L字』カーブになる可能性が高い」と述べ、人口が一定以上になるとそれ以上増えても歳出には影響しないとの考えを示した。これらの指摘に対し、試算した嘉悦大学の真鍋雅史教授は「（U字について）学術的に確固たる解釈があるわけではないが、今回の説明は既存の研究でも言われている」と話した。
この報告書については、2019年12月以降、「記載通りの数式や係数を用いて計算すると、歳出は逆に1兆円以上増加する」とした誤りを指摘する手紙が外部から届いたため、市は学園側に検証を求め、2020年2月には試算に用いた数式や参考論文名に誤記載などがあったとして、計40ヶ所を訂正したと発表した。一方で「10年間で最大約1.1兆円」の歳出削減効果があるとした試算結果については「誤りはない」としていた。2020年6月には94ヶ所の誤記載が確認されたとして2度目となる報告書の訂正が発表された。本来割るべき数値を掛けるなど、データの計算などに複数の誤りが判明したとして、効果額は5128億～1兆1366億円に訂正され、最大で387億円縮減した。また、説明に使われた用語の誤記載など初歩的なミスも新たに多数見つかったが、府・市副首都推進局の担当者は効果額の試算について「大きな方向性に変わりはない」と説明した。これを受け、松井一郎大阪市長は「学者のみなさんに対して、ちょっと残念な思いはありますが、経済効果が否定されたものではない」と述べ、「都構想に反対の学者が検証しているはず」などとして府や市として報告書の再検証はしない考えを示した。
また、主要な経済シンクタンクでは試算の前提となる経済施策が不明瞭なことや、構想の政治的な色彩が強過ぎることから、試算を発表しなかった。専門家の一人は「試算をすれば、どうしても賛成、反対というスタンスがにじんでしまう。1.1兆円の歳出削減効果を試算した数値に“立てつく”ことにもなりかねず、見送った」と説明した。

### 特別区設置を巡るコスト試算
2020年10月26日、大阪市を単純に四つの自治体に分割した場合、標準的な行政サービスを実施するために毎年必要なコストである「基準財政需要額」の合計が、現在よりも約218億円増えるとする市財政局の試算を毎日新聞などが報じ、毎日新聞はこの中で特別区では消防などの事務が府に移管されるため、行政コストの差額は218億円からは縮小し、最終的には200億円程度になるとみられると記載した。
毎日新聞記者は記事掲載前日、内容確認のため、当時の財務課長に草稿の画像をメールで送付していたが、財政局長らはその後原稿の一部を破棄していた。廃棄部分には、担当者のコメントとして「（試算は都構想の）デメリットの一つの目安になる」と書かれていた。市は12月24日付で原稿を公文書と認識しながら廃棄した事や、住民投票に影響する試算を市長らの決裁を受けずに提供した事を理由に財政局幹部3人を減給10%の懲戒処分とした。この試算を巡っては松井一郎大阪市長が「恣意的な捏造だ」などと批判していたが、市人事室は「試算は理論値で、捏造に当たらない」と述べ、弁護士3人でつくる市人事監察委員会からも「捏造には当たらない」との見解を得たと説明。また、「提供の時期が違えば問題になることはなかった」と説明した。松井は「政令市を四つの自治体に分けた前例はないし、計算手法もないので捏造と言った。ただ、役所としては仮定の数字として出したものだから数字自体は捏造ではないという判断だ」と述べた。
大阪府警は2021年1月に刑事告発を受けて捜査を行い、草稿は公文書にあたると判断、住民投票に関する公文書を故意に破棄したとし7月16日、公用文書毀棄容疑で当時の財務課長と財務部長と財政局長の3名を書類送検した。
産経新聞
大阪市を廃止・再編し、特別区を設置する「区割り」は、区ごとの予算編成も可能となる。地方自治の選択肢が広がる意義はある。割りの組み合わせ次第では税収の多い特別区と少ない特別区が生まれ、税収の多い特別区から少ない特別区へと回す財政調整の仕組みも簡単に導入できるかどうか分からない部分がある。
公明党
創価学会関西幹部との会談において、創価学会は公明党の反対運動を牽制。反対集会への出席を控えることを要求した。

### 批判

#### 自民党府連による批判
自民党大阪府連は、「橋下が“大阪は、道州制で関西州が誕生しても、入らない可能性もある”と発言したこと」などを理由に反対。「（都構想の実現によって）道州制という統治機構改革の根底が崩されてしまうことになりかねません。」「大阪だけが勝手を言っては議論も進みません。」「大阪都構想は共産都構想」と批判している。
自民党大阪市議は、 「既存の自治体を複数の特別区に分割することは、基礎自治体の財政力・行政能力向上を目的とした平成の大合併に逆行する。府下の基礎自治体数が43から50程度に増加することで、府内全体で行政効率が悪くなり、施策の整合性も取りにくくなる」との懸念する。
2014年1月17日、第12回特別区設置協議会（法定協）にて、自民党大阪府議議員団・大阪市議議員団から、「法定協を開催すればするほど都構想の必要性がないことが明らかになってきている」としたうえで、大阪市を解体せずそのまま残す「1区案」（広域的な行政サービスを大阪府に一元化し、大阪市は、中核市に格下げして自治体として存続させるというもの。）が提出されている。

##### 再編コスト
特別区設置には大きな再編コスト（イニシャルコストとランニングコスト）が伴う。これにより、
- 財政に深刻なダメージを受け、行政サービスの質の低下を招く。
- 住所変更など住民や企業に余分な負担が生じ、経済に打撃を与える（財政試算には含まれないコスト）[138]。

などの悪影響が懸念される（反対派の意見）。
対策として、広域事業の民営化を含む財政効果額の利用と、土地売却などの財源対策による補てんが検討されている。

##### 基礎行政のサービス
- 大阪市が行ってきたユニバーサルな住民サービスが失われ、内容や規模が変わってしまう[139]。
- 2010年度の案では固定資産税・都市計画税・事業所税などの収入を都の財源とするため[140]、都による財源の再配分のあり方によっては特別区の財源が不足し、地域によっては住民生活に密接した行政サービスが低下する可能性がある[141][142]。

##### 効率化について
都構想が実現しても、大阪都と特別区の間で協議等による時間と労力の無駄遣いが生じる、特別区設置により自治体の数が増えることで、現状以上に合意形成が難しくなる可能性がある。

#### 民主党による批判
都構想が実現すると、大阪市が行ってきた基礎行政を規模の小さな特別区が担うことになる。
これにより、
- 専門職が不足し、児童虐待など専門性の高いケースへの対応力が低下する[143]。
- スケールメリットが失われ、ワン・ストップ・サービスなどの高度な行政サービスが機能しなくなり、幾つかの役所や窓口をたらい回しにされてしまうリスクが生じる[139]。
- 多種多様な事務を担う一部事務組合の設置には前例がなく、大阪市の本庁機能を残すことにも繋がるため、ニア・イズ・ベターに反するという指摘がある[137][144][145]。

#### 共産党による批判
共産党は、これらの是正措置が大がかり過ぎるため、理解を得られない可能性があるとの懸念を表明している。
大阪府・大阪市特別区設置協議会において橋下徹委員は、現状でも大阪市によって行政区間の大きな格差が是正されており、住民に見える形にすることは住民自治に資する、との考えを述べている。
また、大阪都構想を共産主義になぞらえて、「大阪都構想は共産都構想」との批判も見られる。その理由は、
1. 大阪府と大阪市があるから府市合わせ（不幸せ）と言うが、一方がおかしな政策を進めた時、もう一方がそれにストップをかけることは適切な民主主義であり、一定の府市合わせは必要な民主主義である。完全な府市合わせ解消は共産主義と同じ独裁体制に他ならないこと。
2. ある政治体制になれば、根本的に問題が解決されて、幸せになる。歴史上そんなことはありえなく、かつての共産主義革命と同じ危険な発想であること。
3. 教育基本法にあるように、我が国と郷土を愛することは保守の基本であり、郷土（大阪市）を解体し、「みをつくし」を燃やす考えは、次は日本国を解体し、日の丸を燃やしかねないこと。

としている。

### 批判後
これらの批判を受け、大都市局は2014年7月、一部事業（地下鉄・バス事業とゴミの収集・輸送）の民営化を再編効果に加えない前提での粗い試算も公表した。
しかし、この試算は実際には野党の試算と大きくかけ離れたものではないかとされている。なお、地下鉄・バス事業の民営化は2018年度初日に実現している。これにより大阪市交通局は2017年度末日で廃止された。
再編コスト
この試算においても、再編コストは財源対策により対応が可能であり、令和15年度までに累計約1600億円の財源活用可能額が得られると、おおさか維新側は主張しているが、野党側はそれはウソで大きな赤字になると主張し、ここでも数字が大きくかけ離れている。
行政事務
対策として、現区役所を支所として利用すること、特別区による一部事務組合などを利用した水平連携、などが検討されている。
財政
反対派から「都構想の実現により、特別区間の財政調整の仕組み調整できず、格差が広がる」との批判が2013年にあった。
大都市局の試算によると、公共施設などの普通財産承継による特別区間の格差は最大で約25倍になると見積もられている。
これに対して、大阪市で「処分検討地」に指定されている財産を一部事務組合により特別区全体で共同処理するという対策が検討されている。
大都市局は、この対策を実行することにより、区の格差は約1.4倍にまで是正されると試算している。これにも野党側は大きな誤りだと指摘している。
税収
大都市局の試算により、歳入（税収）の差が、最大で2.8倍になると見積もられている。
これについても、大都市局は、財政調整によって1.2倍まで是正されると試算している。
大阪維新の会は、特別区設置の後、専門性の確保やサービスの公平性・効率性の確保が特に求められる事務（全体の約6％）について、一部事務組合による水平連携で実施することを検討している。

### その他の批判・議論

#### 都構想違憲論
大阪都構想の法的根拠となる大都市地域特別区設置法は事実上大阪市を対象とした法律であり、形式的に解釈しても適用される自治体は特定される。日本国憲法第95条において、一の地方公共団体のみに適用される特別法（地方自治特別法）は、その地方公共団体の住民の投票においてその過半数の同意を得なければ、国会は制定することができないとなっている。大都市地域特別区設置法の成立過程においても、大阪市、もしくは横浜市、大阪市、名古屋市などとその隣接自治体の適用自治体の住民投票が必要であり、この法律の成立自体が、住民投票を欠いたことにより違憲、無効であるとの意見もある。

#### 都構想で大阪市はなくならない論
2019年の統一地方選挙の頃から、吉村洋文大阪府知事、松井一郎大阪市長や大阪維新の会の議員などを中心に「大阪都構想で大阪市はなくならない」「なくなるのは大阪市役所と大阪市会だけ、地域コミュニティは変わらない」「大阪市がなくなるって、街の真ん中にすっぽり穴でも開くの？住んでいる人が消えて無くなるの？」などといった主張が見られた。しかし、特別区設置により、地方公共団体としての大阪市がなくなるのは事実であり、都構想反対派は上記のような主張は「維新の会は誤りと分かっていながら、意図的に有権者を惑わせるために言っている」「話のすり替え、都構想版ご飯論法」「それなら都構想は特別区役所と特別区議会を作るだけ」「都構想で大阪市がなくならなければ、特別区民税に加えて大阪市民税も取られるのか」などと批判している。

#### 大阪市民の精神的疲弊、対立
2015年の住民投票においては、都構想賛成派と反対派が激しい運動を繰り広げ、大阪市民の間では地域や家庭などにおいて少なからぬ対立、軋轢が生じた。その後も2015年11月の大阪W選挙で、大阪維新の会の候補が当選したため、再び法定協議会が設置され、2020年秋には2回目の住民投票が予定されている。10年近くに渡る都構想議論、対立により、大阪市民の間では都構想の賛成反対以前に、精神的な疲弊が見られている。大阪市民の間では、都構想の話題は政治や宗教の話題と同様に、日常会話にて避けるべき話題となっている傾向がある。しかし、SNSなどでは賛成派と反対派の間で激しい論争が連日続いている。

## 特別区設置の手続
大都市地域における特別区の設置に関する法律の成立により、以下の手続きが整備された。
特別区設置協議会（法定協）での協定書の作成
特別区設置を目指す関係道府県および関係市町村の間で、特別区の設置に関する協定書の作成その他特別区の設置に関する協議を行う協議会（特別区設置協議会、法定協）を設置し（第4条第1項）、協定書を作成する（第5条第1項）。
関係道府県および関係市町村の議会の承認
法定協の作成された協定書は、知事および関係市町村の長を経由して、関係道府県および関係市町村の議会に付され、承認を得る必要がある（第6条第1項）。
関係市町村の住民投票での賛成
上記の各議会の承認を得た場合、特別区の設置案は、関係市町村の住民投票に付され、有効投票の過半数の賛成を得なければならない（第7条第1項、第8条第1項）。
総務大臣の設置の処分
住民投票での過半数の賛成を得た場合、関係道府県および関係市町村は、総務大臣に対して、特別区の設置の申請をすることができ、総務大臣が認可をすることで、当該道府県に特別区が設置される（第8条第1項、第9条第1項）。なお、特別区設置後区長と区議会議員は選挙で選出される。
人口要件
大都市地域における特別区の設置に関する法律は特別区の設置ができる場合を、「人口200万人以上の政令指定都市」または「政令指定都市とその政令指定都市に隣接し同一道府県内にある隣接市町村の人口の合計が200万人以上である場合」に限定しており、この法律で東京都以外で特別区を新設し人口要件を満し、かつ設置可能な道府県は、北海道（札幌市とその隣接市町村）・埼玉県（さいたま市とその隣接市町村）・千葉県（千葉市とその隣接市町村）・神奈川県（横浜市単独、もしくは横浜市と川崎市、もしくは横浜市と川崎市とその隣接市町村）・愛知県（名古屋市単独、もしくは名古屋市とその隣接市町村）・京都府（京都市とその隣接市町村）・大阪府（大阪市単独、もしくは大阪市と堺市、もしくは大阪市と堺市とその隣接市町村）・兵庫県（神戸市とその隣接市町村）の8道府県のみとなっている。
福岡県では、福岡市単独では法定人口約146万人で、隣接市町村を含めても人口200万人には届かず、今のところこの要件を満たしていない。ただし、推計人口では福岡市と隣接市町村の合計は200万人を越えているから、近い将来、法定人口上でもこの要件を充たす可能性は高い。
特別区を設置した道府県の名称
大都市地域特別区設置法は第10条で「特別区を包括する道府県は、地方自治法その他の法令の規定の適用は、法律又はこれに基づく政令に特別の定めがあるものを除くほか、都とみなされる」と定めており、特別区が設置された道府県は法制度上は「都」として扱われる。ただし、同法は、道府県の名称を「都」に変更する効力は有していないため、名称は従来どおりとなる（地方自治法第3条第2項により都道府県の名称の変更には、別途法改正が必要）。なお、「都」に名称変更されない事について、橋下市長は「大阪府の名前のままでは、何がどう変わったのか実感してもらえない。法改正が必要なら迫る必要がある」「都がダメなら州ぐらいでもいい」と述べている。

## 自治体首長の見解
人物・肩書きはいずれも当時のものである。

### 大阪府・大阪市・堺市
松井一郎（前大阪府知事）
「橋下市長同様に、関西州を初め地方分権・地域主権・道州制を目指し1歩でも進めるようなスタンスで臨む」と就任時に抱負を語った。大都市地域特別区設置法については「広域機能の一元化や大阪市を特別区再編など、めざすべき大都市制度の枠組みを考え、大都市制度推進協議会において議論を行うとともに、法定協議会設置に向けて準備を進めていきたい。大阪府と大阪市の壁を越えて、新しい大阪づくりの再建、広域行政一元化、府市二重行政の見直しを初め、病院や大学の統合、港湾管理の一元化、信用保証協会の統合など、これまでできなかった取組みを府市一体を実現したい」と語った。
橋下徹（元大阪市長）
市長就任会見時「大阪都構想は最後の恒久的な永続制度。府市統合本部は都構想のある意味決定する仕組みの中身の部分で政策ではなく決定時の仕組みの中身の部分。これまで大阪府庁・大阪市役所という都道府県に匹敵する役所が2つ存在していたから議論しても結局決まらず、100年戦争と言われた『府市合わせ』の時代で、物事が決まらなかった問題を解決していく制度が都構想である。恒久的な制度とするための大阪都構想へ制度化にしなければいけない。松井知事と僕で物事をこう進めていきますが、大阪都っていう制度を実現する」と述べた。大都市地域特別区設置法を初め国会で大阪都構想法案が成立した事は「本当によかった。議論が出来て自分自身が思ったことが実現される事について、いろんな批判がある中でが民主主義のプロセスと改めて感じたが、法案ができてやっとこれで入口。大阪維新の会で統治機構を変えるっていうのは掲げているが、普通の政治グループでは言えないことだっていうふうに思っている。大阪都構想の事例で認識し、国が大阪維新の会が考える統治機構変革に賛同は嬉しいが言うだけでは変わらない。日本各地で自治体のあり方、大都市のあり方についていろいろ議論が起こるのはいいことだがペーパーにまとめるだけでは何にも変わらない。やっぱり最後は選挙を通じて政治闘争するしかないのではなかろうか」とした。
平松邦夫（元大阪市長）
「政令指定都市の権限を強化し、大阪市を核とする大都市圏（都市圏）が連携した、広域行政体を目指す（大都市圏州構想）」と表明し大阪市が消滅することには完全に反対の立場であった。その一方、大阪都構想・大阪市解体から20都区再編については「地域政党『大阪維新の会』の代表または府知事（当時）で立場でものをおっしゃってるのか。その思いは一緒で大阪都構想は非常に微妙な状況で、個人的な思いもある。一歩も譲れない部分は地域主権というものの主体は市民、府民、町民、村民が見えてこない。大阪市がやっていることよりももっと優しいっていったい何ができるか。あるいはそこで都ができたときの財政構造がどうなるのか。『大阪維新の会』として、大阪市をあるいは大阪周辺を大阪都にする際の区割りで内部資料として漏れているものが、テレビやあるいは新聞で報道されているという認識で、本当にどう分けようとしているのか、西成区と確か阿倍野区と天王寺区が一つの区になった。阿倍野、天王寺、西成の人たちがそれにどういう思いを持つのか」と疑問を呈した。
また、2015年の報知新聞のインタビューでは「制度を変えれば全てうまくいく、というイリュージョン。妄想です。最初は『年間4000億の利益が出る』と言い張っていたが、精査していくと市単独で市政改革をやればいいものまで含まれていて、効果は1億円しかない。ただ、立て板に水でしゃべるから、最初に聞いたことと全く違う話になっているのに気付かせない。そういうトリックの天才。私は『ハシモトリック』という名前を付けています」とコメントし、大阪都構想は「大阪都"妄想"」だと切り捨てた上で橋下市長を批判した。
竹山修身（前堺市長）
「大阪府、大阪市の二重行政を解消し強い大阪を作ることが可能であり、長年府市間の問題解決し、関西発展を牽引する大阪にしていくことに都構想には賛成」としつつ、「大阪府と堺市間には二重行政はなく、一般市・中核市を経て政令指定都市移行まで、大阪府と役割分担を行い行政運営を進め、沿革の違いから、堺市と大阪府の間では、大阪市との関係においてみられる二重行政を生じさせることはなく、現状で何ら大阪府との間に二重行政がない堺市、現行の地方自治制度の中で、政令指定都市という基礎自治体として最大の権限と財源とを活用して市民とともにまちづくりを実行している堺市を分割することが、堺市民のためになるとは思えない。また『大阪都構想』における課題点などが明らかでない中では、やはり何が堺市民のメリットになるのかも分からず、中核的役割を担う堺市の分割が地域の活性化につながるものかどうかも分からないため堺市の分割には賛成できない」として、堺市の分割に対して反対し、2012年2月3日に「大阪にふさわしい大都市制度推進協議会」で松井知事、橋下市長と対談した際、堺市は大都市制度推進協議会から退会する旨を伝えた。
大都市地域特別区設置法については「今回の法案は、自治体、都道府県・市町村が、選択すれば特別区設置可能であることから多様な自治制度が可能である事が認められた事は一定前進であるのではなかろうか。大事な事は効率的な都道府県と市町村の役割分担をいかにやっている事が大事ではなかろうか。堺市は大阪市と違って大阪府に対して二重行政は無く、その特別区制度を適用することは不要であるので、決定するのは地域の住民であるため、住民の皆さんの意志というのは最大限尊重されなければならない」と述べた。

### その他の都道県・政令市

#### 北海道地方
鈴木直道（北海道知事）
「大阪都構想は大阪府と大阪市の行政体制のあり方で大変重要な問題であると認識している。北海道にも札幌市も政令市であるが、2012年に北海道と札幌市で二重行政に関する調査を行った経緯を聞いたことがあり住民サービス、行政の効率性の面などの二重行政に関して、北海道内では大きな問題は生じていない事を確認しています。知事就任後に、北海道・札幌市行政懇談会を開き、北海道と札幌市の関係を話し合いをするという場面を設けながら二重行政である事業を課題に挙げて、お互いに直接意見交換などをさせていただいてきました。懇談会を通じて今後も様々なケースで課題なども出てくるかもしれないので札幌市と緊密に連携を図って北海道民、札幌市民の皆様に効率的な施設の運営で、住民サービスの充実などを初め札幌市と緊密に連携しながら努めていて都道府県と市町村はイコール、パートナーと認識していると静観。
秋元克広（札幌市市長）
「大阪市、札幌市を初めとする政令市が存在しつつ、大都市の在り方などが法的に認められるべきで大阪府と大阪市で今進められているような都構想であるものの、横浜市が中心となりながら政令市が逆に権限を持つケースもあるため、多様な選択肢の中で大都市の運営が行われるべきではないでしょうか。例えば北海道と札幌市を比較したときに札幌市の市域面積というのは北海道全体の1%に過ぎない為、大阪府と大阪市だと1割ぐらいが市域面積で重なる事が二重行政というのが問題につながったものの北海道のケースに例えるのなら、道立の施設と札幌市立の施設が重複することは無い北海道は非常に面積が広大であるため、札幌市との広域行政としての取り組みも非常に多い為、大阪府と大阪市考えは住民の利益・サービスなどの事である為、住民の方々のご判断を注視していくべき。北海道のでは二重行政というケースはそんなに無かろうかと静観。

#### 東北地方
三村申吾（青森県知事）
「関西広域機構が発足し大阪都構想を初めとする地方主権・地域主権を初めとする地域で、いろんな提言・提案することで議論は必要。大阪都構想を通じて関西の地域の試みで、関西圏域がぐっと強くなってくることを大いに期待」と好意的。
都構想を民意に問う出直し大阪市長選は「様々な政治手法であるといえ市長と議会は両輪だから、我々、常に議会とはご相談しなければならない。橋下さんの考え方はそれぞれのやり方、それぞれの立場は「こういった方法でなさるんだ」と静観。
達増拓也（岩手県知事）
「大阪都構想やダブル選挙を始め、大阪を変えなければならないという有権者の声が強くて選挙結果に出たのだと思う。変化を引き起こすことが政治で、変化させないのであればそこに政治は不要である。行政が日常のことを粛々と行っていくべきで大阪はやはり変化が必要だということ。既存政党がそういう変化の担い手として、今一つ弱いとみなされてしまったというところがあると思う。政党は政治の団体であるためどういう変化を『私たちは引き起こすのか』、『こう変えます』を常に魅力的にアピールし続けないと政党は存在意義がないと思うがみんな頑張ってほしい」とエール。
2度目の住民投票については「住民投票は大阪市の皆さんが決めるべきことであるものの、大阪府と大阪市が対立しないで力を合わせる事が改善できる都構想推進派、反対派の見解から語られているのを見ますと、今すぐ大阪府を都にならなくても、今すぐ府と市が力を合わせて住民のためになるのではないか。高度に自治の問題であるため、地方自治の仕事をやる立場としては府と市が基本的に一致し「あれもできる、これもできる」というのを示すすごく参考になると」好意的。
佐竹敬久（秋田県知事）
「野次馬的視点で言うと感覚で痛快。大阪都構想を掲げることは大阪府民には、前向き。私が大阪府民の立場だったら、第二首都の復活など楽しい題材。ダブル選挙では大阪都という前向きなことを題材にして選挙を戦ったことはいいことで既成政党現状の国政に対する裏返しがあったのではないか。社会背景とすると、閉塞感の漂い、やや強い政治姿勢が支持される傾向にありがちだがそれらのバランスをどう取るかがこれからの難しい問題で、大都市制度も含めての地方自治の大きな節目になったのではないか。都道府県と市町村のあり方も問い直す時期がきて、多重行政の問題をどう処理するのかが非常に大きな問題、大阪の今回のことが様々な面に派生してくるのではないか」と期待を寄せる。
住民投票の結果については『住民投票の結果は僅差で大阪都構想が否決された。二重行政の解消はこれから非常に大切なことで非常に二重行政の解消というのは興味がある。大阪都構想の是非を判断する住民投票は非常に重要なファクターでありながら政治対決になってしまって純粋に大阪都構想の中身の議論より政治対決の議論の方にこう目を奪われがちだったのではなかろうか。住民投票の結果でも北部が賛成で南部を初めとする湾岸部地域には反対という意味ではおもしろい。反面都構想で浮き彫りとなった二重行政そのものには否定はできず行政に責任ある。その責任を受け止めると意外と二重行政はなくなるがさっぱりらちが明かないものではないか。二重行政というのは別に市町村と県と国があってもいいのではなかろうか。』と見解を示す。
村井嘉浩（宮城県知事）
「大阪都構想は大阪府と大阪市という他県の自治体の問題で私がそれに対して是非を表明する権限はないものの一つの方策で決して悪いことではない。宮城県の場合は、仙台市の政令市があるものの市町村と二重行政は存在せず『この権限を欲しい』と要請を受けた場合、市町村にどんどん提供する事は考え居るため受け取ってほしいと考えているため宮城県はそれほど大きな問題にはなっていない。しかしながら大阪府と大阪市は『府市あわせ』と言われたようにいろいろ二重行政が存在して居たことから大阪府と大阪市の間で起きた問題であることから、ほかの他県ではあまりそういったことは起こっていないのではないか。大阪都構想で二重行政の解消というものにはつながるのは事実である」と静観。
郡和子（仙台市市長）
「大阪都構想ということに関して、東北の中で、政令市は1つしかありません。政令指定都市としての役割、担わなければならない役割というのは大きいというふうに認識をしてて、そういう意味では権限や税財源の移譲ということについてこれも大阪市と同じ政令市の仲間と一緒にいろいろと国に対して要望を続けている大阪都構想は東京都の仕組みと大阪府が掲げているの都構想というのは形が違ってている為それぞれの住民の皆さま方の判断であるので私がどうこうと今ここで申し上げる立場ではない」と静観。
住民投票の結果、二重行政については「宮城県と仙台市の二重行政というのはないと考えている。大阪都構想で住民投票の結果は大阪市民の方々は悩まれたのだろうなというのが票数にも表れているものの、反対が上回ったという大阪市民の方々の民意であると考えている。日本には２０の政令指定都市がございますけれども、地域によって背景も違い人口規模も違っているため同一ではないと捉えているためいずれにいたしましても政令市が担わなければならない役割というのは大きいことから東北の発展のために寄与せねばならぬことというのはあると思う」と静観。
吉村美栄子（山形県知事）
「大阪ダブル選挙は大阪都構想が今回の争点で、大阪市民、大阪府民の方々がそういう決断をなさったのではないか。二重行政の解消と行政運営の効率化、今後の地方行政の在り方について、どのような議論がこれから展開されていくのか、地方分権の推進という観点からも関心を持って見守っていきたい。県と政令市との仕組みが一体どうであるのか大きな議論になっていく」と静観。
2回目の住民投票については「住民投票の件は大阪府・大阪市で決める事であるため、私がそれにコメントする立場は無し」と静観。
内堀雅雄（福島県知事）
「大阪市を廃止して特別区に再編する都構想の住民投票が否決されたことは、大阪市民の皆さんが検討し、判断された結果。今回の大阪都構想について様々な議論が交わされつつも、地方都市が抱える課題の解決は何よりも住民の立場に立ちながら様々な観点、角度から検討がなされ議論を深めていくべきではなかろうか」と静観。

#### 関東地方
福田富一（栃木県知事）
「中京都構想、大阪都構造や新潟州構想を通じて、栃木県は宇都宮市並みの30万人から40万人の中核市が再編されれば、県庁の役割はほとんど消えて、自治体が力をつけて、県が行う業務はほとんど市が担う形に移行していく事が私は理想ではないかと思う。政令指定都市と都道府県、役割があいまいになっていたり、二重行政が行われているという実態もあるが、大都市制度の問題は大いに議論を進めて方向性を明示してもらうべき。大都市制度については戦後から議論されているため、古くて新しい課題だと言われ、政府の地方制度調査会で議論が進められると聞いているのでその推移を見守っていきたい」と述べた。
山本一太（群馬県知事）
「大阪都構想について私が外からとやかく言うような話ではないと思う。参議院議員時代から現在に至るまでの大阪都構想、住民投票を拝見してましたが緊迫した戦いだったんで見ていたが政治は難しいなと改めて実感。維新にとっては２回目の挑戦でありながら、統一地方選などのダブル選挙で圧勝し、かなり勢いもありつつ、吉村知事がコロナ対応の手腕などが評価され松井市長も豪腕である。更に橋下徹さんみたいな強力なオピニオンリーダーみたいな存在感がある人がいる事で意味ガーディアンとしてバックアップしていた。過去の２回の住民投票で大阪市民は違う選択を行った事は。どちらかが正しいどうのこうのではなく政治というのは非常に難しくやっぱりその大阪市民、大阪府民の理解を得る事の大変さを改めて感じつつ、改めて政治の難しさみたいなものを痛感。改めて大阪都構想の発端となったのはで大阪府と大阪市のライバル関係が原因であって大阪市が主導権を握ったことが事実であるものの市町村との連携が大事であって、群馬県が何かをアクションを起こすときに市町村と連携しないと絵に描いた餅になってしまう。群馬県は政令指定都市が存在しないが、政令指定都市は相当な権限が存在して都道府県と政令指定都市の関係はなかなか難しいところがある。群馬県は前橋市と高崎市の二市が中核市があるものの保健所を携わってますが中核市とはしっかり連携していかなきゃいけないが市町村とは本当に連携しなければならない必要性と連携の重要性を改めて強く感じた。二重行政を解消どうのこうのより群馬県の場合は政令指定都市は存在しないため、市町村とどのように連携していくことでウィンウィンの関係を築いていく事が知事と市町村の方の力量」と静観。
大野元裕（埼玉県知事）
「大阪都構想の発端は大阪府と政令市間の二重行政の弊害が問題となったと聞いている。政令市をはじめとする自治体のあり方を幅広く議論する機会は大阪都構想が事実で、ここは評価を素直にしたい。都構想自体を実現か否かは市民の方々が判断をされるべき問題がが一般的な受止めであって、この構想を通じて感じた事は、都道府県と政令市との関係で、二重行政に関するもので地域ごとに異なっていて全体に一般論として言えるものではなく、各都道府県と政令市の人口バランス、地域与件を考慮しつつ二重行政の排除に努めながら住民サービスの向上に努めることが重要。埼玉県とさいたま市の関係についても頻繁に意見交換を通じて着た為、地方自治制度の一つ、地域の実情に応じてやはり自ら決めていく選択できることがとても大切。しかしながら憲法に地方自治の定めがしっかりと規定されていない事がいけないことだが地方に与えられている与件、条件を無視されることは地域住民にとって決して良いことではないので、地域自らが選択できる仕組みというのはとても大切」
清水勇人（さいたま市市長）
「大阪府ダブル選挙は大阪府民・市民の民意のあらわれが出たこと。市長選は現状の大阪を取り巻く閉塞感の強さと改革を求める大阪の有権者の皆さんの強い意志が出た事。発信力・行動力のあるので国との協議の中でも引き続きの活躍を期待したい。大阪都構想は大阪の地域事情も反映していることであり、法改正が必要となりますので、国を動かさなければならない。今回の大阪のダブル選挙を契機に大都市制度をめぐる議論が一層進む事を期待」と期待する。
大都市地域特別区設置法案（当時）については「地方からの提案がきっかけで国会に提出された事は大変画期的なもの。大都市には様々な課題を抱えていることから議論する機会がほとんどなかったのでは。橋下市長の発信力と行動力は大きいが、この法案が大都市制度のあり方を見直す第一歩。特別区設置法案は大阪都構想がベースであり、西日本の中枢都市の位置、歴史的な府と市との問題解決を通じて提唱された。基礎自治体が大きな権限と財源を所持し、さいたま市を特別区に再編し設置は不要」と否定的。
森田健作（千葉県知事）
「大阪ダブル選挙を通じて大阪都構想はあまりにも急ぐ必要性はある事に疑問。議論する事で解決方法が見つかるのではないか。橋下氏は自分の思っていることを堂々と言うことは良い事で、信念を持って貫くということはいいことで非常に興味を持っている。大阪都構想は橋下氏が主張することはわかる。実現に至るまで、国との議論など相当、いろんなところにおいての議論で、言うなれば根回しも含めてやらなきゃいけないが急ぎ過ぎたのではないか。政治家として頑張っていただきたい」と静観。
大都市地域特別区設置法については「（対象と考えられるのは大阪ぐらいで）一字一句精査するなど突っ込んで考えたことはあまりない。様々な意見があり『自分たちはこうしたいと』首長が言っていくことは決して悪いことではないが、実現までは大変」と懸念。
住民投票の結果については「住民投票の結果は大阪市民が判断した結果ではなかろうか。住民投票は身近な自分たちの大きな変化に対して多くの市民が興味を持った結果だと思う。大阪都構想否決で橋下市長が任期で政界を引退する事は『生き方』と思っている」と静観。
熊谷俊人（千葉市市長）
「大阪都構想は、大阪市と大阪府の関係は特殊な関係で大阪市が圧倒的に強く、大阪府がある種おまけ的な状況にあったため二重行政の問題があった。二重行政を解消するという、その取り組みそのものは評価すべきだが、効率が悪い。東京都特別区が本当に基礎自治体といえるのかと疑問を感じるため、大阪都構想は、歴史に逆行する感じになりかねないか。着想は評価するが、手法としては非常に非効率。その上、この問題は絶対、国が変わらない限り実現できず、大阪府と大阪市の懸案事項がずっと止まってレベルが下がる」と懸念。
大都市地域特別区設置法は「背景には大阪の事情があると理解しているものの、千葉市は現行の枠組みを大幅に見直す必要性は無い。周辺自治体と合併し千葉市を解体して特別区設置し、区長を公選・区議会を設置することは千葉市の規模と周辺を合併しない限りありえる話ではないので現状、周辺市との合併との動きは無い為現実的ではない」と否定した。
小池百合子（東京都知事）
「大阪都構想の是非を問う住民投票は、大阪府と大阪市の自治のあり方を決めるということで大阪市民の皆さんがどのような判断を示されるのか見守っていきたい。この構想で特別区設置で二重行政と思われがちであるものの東京都内でも23区の特別区と多摩地域の市町村との連携をとってきたので様々なメリットはそれを伸ばし、そしてまた、デメリットは改善することを、今まで重ねてきているため様々な行政サービスに支障がないように連携をしながら改善に努めていくということにほかならない」と静観。
黒岩祐治（神奈川県知事）
「大阪都構想の問題は大阪市の皆さんが決定することで大阪市民でない部外者が横槍を入れるものではない。この構想で二重行政の問題で神奈川県には存在していない。様々なテーマを通じて神奈川県、横浜市・川崎市・相模原市をはじめとする三政令市と議論を重ねながら、二重行政と感じられるとあったらいつでも申し出てくださいという仕組みを設けている。そういう中で具体の協議をしつつ解決する仕組みがあるためしっかりと、これからも様々なテーマに対応していきたい。
大阪都構想で２度目の住民投票で否決されたことについては「住民投票の結果は大阪市民の皆さんがそういう判断をされたということに尽きる。メディアを通じて感じたことは住民投票がかなり拮抗していたことで最終的には反対という方が多かった。これを神奈川県にもし置き換えた時点で、横浜市、川崎市、相模原市の三政令市があるが、仮に横浜市が大阪市みたいなケースになれば横浜市民の方等がご判断なさること。私が見ていて感じた事は横浜市を解体して、特別区設置して神奈川都・横浜都という構想にはつながらないのではないか」と静観。
林文子（横浜市市長）
「大阪都構想は2度目の住民投票まで行いつつも法制化がない事が問題で、二重行政廃止するには横浜市の場合は県が実施している事業は全て市が完全に完結させてできると考えている。お互いに分担。協力や連携出来ることで横浜市で交通行政等々も十分できると考えていることで二重行政は廃止することは可能。神奈川県知事とは話合いをしながら二重行政をなくすことが更に行政サービスをよりよくしていくのではないか。大阪都構想で大阪市を四つの特別区に移行する案件で、横浜市に当てはめると横浜市の18区を分割しつつ県が広域的な業務を全部行う考えもあるのではないかと思われがちであるが横浜市は歴史的な成り立ちもあり、東京２３区の隣に位置していて中小企業の割合が横浜商工会議所が大変有力な形で経済を推進ていることから経済界のあり方が大阪府、大阪市と横浜市では異なっている。仮に横浜市18区の行政区を特別区に移行したと仮定するならバランス的に経済対策を実施なしでは効果があがらないと考えているため横浜市がしっかりとまとめて、行政区で同じ考え方を持っていきつつ、基礎自治体は本当に生活の細かいところを実施が大事であって現在の横浜市のあり方の方が良いだろうと考えている。いずれにしても、二重行政をなくしたい思いは大阪都構想も特別自治市構想も似ている」と静観。
福田紀彦（川崎市市長）
大阪都構想については「神奈川県議会議員時代、県を解消し道州制の形で広域化すべきと主張した経緯があったので今回の『大阪都構想』の大枠は共感している。詳細な議論は未知数あるものの、巨大自治体の枠組みを変化させて民意を問うたことは大変意味のある選挙だったと思う。“二重行政の無駄を省く”解消以外に自治制度の在り方を見直してより良い仕組みをつくりあげる大きなステップになった事もありうるが、大枠は非常に評価している。政令市のあり方は国でもいろんな考え方が出ている事から川崎も課題になる。自治体の仕組みを住民に伝えることは難しいが、議論していくべき」と静観。
住民投票の結果については「自治体のあり方を住民そのものが決めていくことは画期的なことだったことから意義があるのではなかろうか。全国の政令市と道府県が掲げている大都市制度を議論すべき時期に迫ってる」と静観。
本村賢太郎（相模原市市長）
「2回目の住民投票の結果については、当事者である大阪市民の結果である。『大阪都構想』は大阪府と大阪市の在り方など二重行政の問題が浮き彫りになったものであって市町村の中で、最も大きな権限と行財政基盤を有す政令指定都市は、圏域全体の活性化・発展を牽引していく役割が求められている。現在の政令指定都市制度は、暫定的に創設された法案であって道府県との事務・権限、税財源の仕組みなどにおいて課題がある。そのような課題の解決で地域住民が真剣な議論を交わしながら、自らの地域の在り方を決め、地方自治を創造していくことについては、住民自治の観点も大事。大都市制度の在り方等について一石を投じたと考えている」と期待。

#### 北陸地方
花角英世（新潟県知事）
「大阪都構想が反対多数で否決された事に伴い、大都市制度は新潟県も新潟市との間で新潟州構想というものが持ち上がって議論がなされた経緯があったが新潟州という形にこだわらず二重行政で県と市が重なっていることで無駄が起きながら調整に手間がかかるようなものを直していく事が実質的な考え方に変わっていったという経緯、歴史があると思っている。それが最終的に県・市調整会議という形で、そういう無駄な部分とか、手間がかかるような話を直していきましょうという今の姿と感じてる」と静観。
中原八一（新潟市市長）
「大阪都構想については他の地方自治体であるため私としては評価する立場に無いが全国一律の画一的な地方自治制度から地域の特性に応じた多様な大都市制度の実現を推し進めているという点は同意でき大阪都構想に限らずこれからもさまざまな議論が進むことを期待している。二重行政の解消という精神を受け継ぎ解消に向け努力をしていきたい」と静観。
石井隆一（前富山県知事）
「大阪都構想は、大阪府と大阪市の間で二重行政的なことが多い。これらを簡素・効率的なものにして行政改革を実行しなければならない。橋下市長の考えは、そのときに大阪府に当たる部分が広域行政を実施し、大阪市と堺市の行政区に区分して基礎的自治体としての仕事に特化していくことは1つの考え方ではないか。大阪都に移行した際の部分は不透明な部分が多いが橋下市長も、もう少しこの大阪都構想の内容もしっかり詰めると主張しているがそうした点も努力し、実現に至るまで、今までより改善しなければならないと困るため、様子を見守りたい」と静観。
住民投票の結果は「大阪府の行政組織のあり方の是非を問う事であり住民投票結果が出た事から私がコメントするのは差し控えたい。しかし大阪府のような大都市を初めとする広域自治体と政令指定都市の関係はそういう問題が起こりがちではなかろうか。大阪府と大阪市の二重行政を整理し効率的で、かつ住民の皆さんに良い形になる、バランスのとれた行政組織を議論する課題はまだ残っているのではなかろうか。今回の住民投票結果を厳粛に受け止めながら十分お考えいただいていくべきでは」と静観。
谷本正憲（石川県知事）
「大阪ダブル選挙で焦点となった大阪都構想は橋下市長が『大阪の経済状況が悪化、市民の所得水準が下がり続けている』と危機感を持ち大阪府同等の権限を持ちながら匹敵する予算規模を持つ政令市・大阪市との二重行政がまさに大阪の停滞を招いた最大の原因を解消する為に知事任期を全うする事が一般的だが、任期をあと三カ月余り残し知事職を辞して、大阪市を解体を目的とした大阪市長選挙に立候補するという思い切った決断をされた。府知事満了前に辞任し認識をされて、二重行政解消を目的として大阪都構想を掲げられたのではないかと理解している一方この構想には大阪固有の問題が背景にあるのではないかと思う。実現に至るまで、関係自治体の議会承認、特別法制定、自治法改正、国会議決、住民投票に伴う過半数同意など課題は山積みである事は事実だが他の都市に対して、ドミノ的に波及が起こり都市と地方間で格差拡大につながる懸念は考えにくい。これからが橋下市長の決断力と行動力が求められるのではないか思う。今後さまざまな議論が予想される為、今後の推移を関心を持って見守っていきたい」と静観。

#### 東海・甲信地方
阿部守一（長野県知事）
「大阪府・大阪市の二重行政という課題解決が一番のテーマ。大都市制度を初めとする県と政令市の関係は、政令指定都市制度ができたときからの、本当は自治法改正で特別市になるはずで県の区域から除かれるはずだったのが今のような形になってしまった。県と政令市の間はそのとき以来さまざまな議論がある。長野県は大都市（政令指定都市）はないが、都道府県と市町村との関係のあり方は、大都市ほど明確な課題でもある。反面、意識されていない問題があり、市町村と県が悪いということではなく、日本の地方自治制度に内在しているもの。県と市町村の関係というものも全国的な視点でいえば道州制というもののあり方も視野に入れながら見直し制度を含めて議論をしていかなければいけないだろう」。
川勝平太（静岡県知事）
「大阪都構想は制度上の問題もあるかもしれない。二重行政というものを今以上にうまく克服できるのか疑問。府が都になるだけでこうした点も危惧されるのではないか。大阪都というもののモデルが東京都に対抗であることからプロ野球の巨人VS阪神みたいなイメージで東京に対抗されているという古い図式における構想。したがって地域分権に大きなインパクトは大阪都ができてもあるかどうかなという懸念があるが地域分権の流れが出来てくるかなとは期待するが反面純粋に編成できるかどうかは相当に難しい道のりが予想される」と懸念
2度目の住民投票については「住民投票については高い関心を持っている。前回の住民投票では、もう1パーセントほどの僅差で反対の票が多かったため今回の住民投票でも拮抗してることから大変注目してて住民投票で大阪市がなくなる可能性が出てくることから政令指定都市が立地する都道府県であるものの、大阪都構想で特別区設置では法律に基づいているわけですけど人口200万人以上と限られるため名古屋市と横浜市しかほかに無く面積に関しては静岡市は1,400㎢以上あり、浜松市は1,500㎢以上あるため、政令市の中で1,000㎢以上あるのは浜松と静岡だけ。更に人口は70万切っていることから多種多様な政令市が存在してることから政令市としていく問題が出てくる。そうなってくるとそんなとこに特別区なんて必要があるのか疑問になるため小さな人口で、これだけの広い面積でインフラ、財源をどうするんですかということがすぐ出てきますので様々な問題抱えてくる」と懸念。
田辺信宏（静岡市市長）
「大阪都構想を初め大都市制度をめぐる動きは、現在我々の特別自治市構想、指定都市市長会で研究をしてきて、主張し続けた構想のみならず大阪府と大阪市を一本化する大阪都構想など提案がされている中で、いずれの構想も、地域のことは地域で決定する地域主権改革の実現という点では強い地方をつくるという点で同じである。府県制度の廃止を唱えている県知事が居る事と、地方交付税廃止を掲げている大阪市長、地域主権、中央集権からシフトしく流れを造り大きな流れとするとチャンスではなかろうか」と静観。
住民投票の結果で大阪都構想の否決は「大阪市民が自分たちのまちの将来をどうあるべきか向き合ったという点では効果があった。その一方もっと時間をかけて議論するべきだったのではなかろうか。市民が問題の本質を理解した上での投票行動ではなかった」との見解。
二度目の住民投票については「大阪府、大阪市と静岡市の人口、規模、今までの歴史で社会的な背景とかがまったく異なっている。大阪都構想を初めとする静岡県と静岡市で間で二重行政で支障があるということも感じていないため慎重に扱っていくべきではなかろうか」と静観。
鈴木康友（浜松市市長）
「ダブル選挙を通じて、漂う“閉塞感”を吹き飛ばし大きな改革に向けて力を発揮してくれるという期待感が今回の選挙結果で現れ日本は地域主権改革が進歩していない事が如実に出た。大阪都構想は具体的に不透明部分が多いが、府の権限を強化より二重行政を解消、特別区設置し基礎自治体の権限を強化して、府と市を統合するようなものではない。横浜や名古屋、大阪を初めとする5大都市は分割する必要があるが現実的には不可能に近いが大都市制度というものを用意する必要はあるが国の法律が絡んでくるため突破口を開いていくために橋下氏の様な人が来る事を歓迎」と好意的。
住民投票で否決されたことについては「大阪都構想は否決が浜松市に与える影響もしくは市政に与える影響はなく基本的なスキームの構造が全く異なる。大阪都の場合は府と市の再編というかなり大きな課題でしたが意味合いがかなり違うので、影響はない」と否定。
大村秀章（愛知県知事）
「5年前の2015年と今回の住民投票を通じて自らの地域にふさわしい大都市制度を大阪市民の方々が自ら選択する、長いこの地方自治の歴史の中でも画期的な出来事と思っている。前回は『反対』の結果だったものの、大阪市の方が府と市の在り方について議論を尽くされた上での選択でありその結果と思っている。行政体の在り方を考えることから大阪市の在り方が対象になる住民投票ですから、大阪市民の方がどういう選択をされるかどういう判断をされるかを、私どもとしてはですね、それはしっかり見守っていきたいし国際的な都市間競争がますます激しくなる中で大都市制度の在り方が議論の俎上に上っていくことになると思うため、住民投票は見守っていきたいというふうに思っている。それは十二分な情報に基づいた真摯な議論を積み重ねた上でより良い選択をしていただければいいのではないか」と静観。
河村たかし（名古屋市市長）
「大阪ダブル選挙で維新の会が勝利した事は現存政党への不信感が判明したこと。大阪都構想はそれぞれの地域主権であり、大阪は大阪なり、新潟は新潟、名古屋・愛知は名古屋・愛知なりのやり方があっていいのではないか。大都市地域特別区設置法は議会の議決、住民投票で、名古屋の皆さんがどう考えられるか世論調査をしてみる必要がある」と静観。
２度目の住民投票については「住民投票については大阪の皆さんがどう決められるかということ。ああいう選択をされれば、それはそれでまた結構なことだにゃあかというふうに思っている。二重行政って言っても、人に言わせやバカみたいな無駄遣いはいけないものの、今の時代は議会もあるため優秀なマスコミの皆さんもみえますんで、そんな無駄遣い候みたいなのは大体なく二重行政でこれがいかんというのは政治のほうではないか」と疑問視。
古田肇（岐阜県知事）
「国から地方（都道府県・政令市）への権限、財源の移譲を明らかにし、国と地方の役割を明確にすることが重要である。国の地方をありかたとする地方分権・地域主権を初めとする政令市・県の関係、大阪府と大阪市が合体して大阪都にすることは二重行政を省くなど強力になる。都道府県と政令市との関係を見直す事でより望ましい形であるべきであるので、大阪都構想、中京都構想、新潟州構想などと提唱されているが、1つの分権なり地方制度を巡る大きな論点大都市制度など私自身は非常に関心はある。岐阜県では、直接議論していないが、県の権限を市町村に移譲し人件費なども含め、県から市町村への権限の移譲を行ってきた。現在の流れを踏まえて、県と市町村との連携・役割分担を議論するか不透明かもしれないが、岐阜県が関与する立場はない」と静観。
鈴木英敬（三重県知事）
「大阪ダブル選挙結果は、橋下氏が府知事時代の改革の実績を評価したことと、現状の閉塞感を打破してほしいとの期待のあらわれが結果に出たのではないか。大都市制度を初めとする議論の意味では評価するが、具体的部分が明らかにされていないため見守りたい。大阪都構想は二重行政排除問題が議論されることは大いに賛同するが大阪市と堺市の政令指定都市を解体して特別区を設置をすることが本当にいいのか」と疑問。
二度目の住民投票結果については「大阪市民の方々の選択に私がコメントする立場にはない。しかしながら二重行政とかやめていかない事が重要だっていうことの一石を投じたということにはなったのではないか。要は統治機構を変えるのか、今の大阪府と大阪市では吉村知事と松井市長が連携した事で『府市あわせ』が改善された感じになってることから、二重行政の解消とか県民市民のためになることってできるのはあると思います。まずは県民市民の皆さんのために二重行政を廃止効率化をし知恵を絞ってしっかりやるということが大事であるものの大阪府と大阪市の関係が改善されたことは評価されてるのではないか」と静観。

#### 近畿地方
三日月大造（滋賀県知事）
大阪都構想に際して行われた住民投票に対しては「大阪都構想の住民投票は大きな意義のある取組ではなかろうか。自分たちの住んでいる地域のことを行政効率面や将来の活性化のためにどうするべきなのかを議論して住民で決していくということは一つの自治であるので有意義に見守っていきたい」と好意的。大阪都構想自体に関しては「私が賛否を申し上げる問題ではない。大阪府と大阪市の二重行政の問題点もあったと聞いたことがあるし、それを都構想で解消、改善できるのかという疑問もある。いずれにしても大阪市民が決められることではないか」と静観。
2015年に改選された大阪ダブル選挙の結果については「大阪府市の府民・市民の選択が感情の発露になったものであったこと。大阪府と大阪市の間で様々な二重行政重複がこれまで指摘されていたことを見直す取組は極めて大事でこういった取組は一定の敬意を持っている」と評価。
西脇隆俊（京都府知事）
　大阪都構想の背景には大阪府と大阪市の二重行政の解消という観点が一番大きく謳われている。そのことから京都府と京都市はトップ同士の府市懇談会を長く続ている経緯もありつつ常に施策の企画立案段階からトップだけではなく実務者レベルにおいてもきめ細かく相談をしていた。現に一緒になって府市協調でという施策には、府市協調と謳っていなくても、多くの部分を共催している点もある。そういう意味で、京都府は二重行政の解消という問題を抱えていないと思う。その上、都市部の連単性といった大阪府独自の状況をであることから大阪府以外のところに当てはめてもフィットする制度になるかどうかは不透明であって京都府ではこのような構想ははニーズがないと思っている」と否定。
門川大作（京都市長）
「大阪都構想を始めとする構想が全国で動いているが都市の成り立ちも違うため，色々な形があっても良いのではと思うが、現在の地方行財政制度が良いとは思わない。政令指定都市というのは都道府県と同等の行政能力を持ち、あらゆる政策を総合的に行っているフル装備の行政機関で、知恵も行政能力もあるが、行財政制度がおかしなことになっている。二重行政を徹底して排除していかなければならない」。大都市地域特別区設置法案は「地方自治体の在り方には多様な選択肢があってもいいと思うしそういう意味において前進するということ」と歓迎。
井戸敏三（兵庫県知事）
「大阪都構想の主張は分かりやすく、橋下氏の強い発信力や行動力に大阪再生を期待した結果、大都市制度議論は不可避。人口約370万人の横浜市のような大政令市と熊本市・岡山市の70万人前後の小政令市が同様の構造が、大規模政令市が基礎的自治体と示しているが本当に基礎的自治体としていいものなのか。市民の期待に応えられる図体かどうかなどを含め、大都市行政のあり方を考える事例が大阪都構想になるのではないか。大都市における行政区はというものだけでいいのかどうか、行政区が基礎的自治体の機能を代替が可能かどうか疑問。それらを一つのポイントとして議論・検討を進めるべき」と評価。
大都市地域特別区設置法は「大阪府は非常に小さい行政区が多い為、区再編を実施し特別区を設置して、大阪府が広域自治体として再整理実施することは自治形式選択可能意味で意義が大きいのではないか。兵庫県と神戸市が周辺都市を再編し、特別区再編実施するについては神戸市と県がリードしながら協力すべきが大事で県にかわる権能を担う政令市としての機能も果たしている」と反対。
住民投票の結果については「大都市の課題に対してどのように対応していくのが望ましいのかという判断が分かれた結果。結果として大阪市が無くなる事と大阪市をなくして大阪都のような新地方行政システムを創作すべきという方々の思いが、僅差の結果に出たと受けとめるべきではないか。住民投票の結果で大阪府と大阪市との間でさらなる連携協力が必要になったということではなかろうか」と疑問視。
2回目の住民投票の結果は「住民投票の結果を通じて東京都に対抗する西日本の拠点が、大阪都として活動展開される事が日本の発展には望ましいと思っていたが否決された結果は残念なことだった。敗因には大阪市廃止が市民の抵抗と違和感が大きなものと大阪市を大阪府に一体化する構想が上から下を吸収するという構想に受けとめられてしまったと思う。大阪市民の立場からでは大阪市の廃止についての違和感がおありになったことが敗因と思っている。松井大阪市長も、吉村大阪府知事の2人は大阪都問題を3回目の住民投票は行われないと言っているものの、住民投票の結果で二分された大阪府と大阪市をどの様に経過観察していくのかは不透明だが大阪府と大阪市の協力関係がなくては否定できないし、周辺の兵庫県も含めた関西地域との連携も必要ではないかと感じて居る。広い目で見るとからすると、関西広域連合という組織があるため関西広域連合の仕組みなどを通じて一定の役割を果たしていけるように努力をしていきたい」と静観。
久元喜造（神戸市市長）
「大阪都構想実現の『大都市地域特別区設置法』施行を通じて『特別自治市』制度に存在しないことはバランスを崩してしまったものではないか。別名『指定都市解体法』とも呼びうるものであり一定の手続きを経て政令指定都市を解体し、特別区を設置可能の法律には大阪市に限られるものではなく単独で200万人以上の人口を擁する横浜市、名古屋市、大阪市を初めとする五大都市、隣接市町村を含めれば200万以上となる札幌市、さいたま市、千葉市、川崎市、京都市、堺市、神戸市を含む市町村が対象であり法の目的は府県と指定都市の融合一体化。都道府県と政令指定都市を呑み込む形で融合一体化を図ろうとするものは必要性を認めたという点は重要だろうが『大阪都構想』を具体化した大都市法は大阪市にあてはめたとしても他都市に適用して、指定都市を解体する必要は不要ではなかろうか。すでに大都市法は施行されているが、その存在を前提にして考えざるを得ないが、融合一体化のためのもうひとつの選択肢である『特別自治市』の制度化が図られるべきことは当然」と静観。
「大阪都構想の是非については他都市の立場としてこれをコメントする立場はない。しかしながら関西の株が残念ながら地盤沈下の背景から東京一極集中を是正していくためには関西全体に限らず、日本全体が沈下していることから大阪府の役割というのは大変重要でしっかりと発展をしていく事が大事であってしっかりと関心を持って見守っていきたい。仮に大阪市が廃止し4つの特別区が設置された時には東京一極集中の是正をし我が国を牽引していくような方向で展開をしていくべきである。また、兵庫県と神戸市の二重行政については政令指定都市が都道府県の中に存在する限り二重行政というのは必ず存在はするものであって行政分担が曖昧であったり事務の分担についてあり得ることだが、両社の立場から同様の手続きが起こりうる場合は事務は神戸市で、兵庫県の許可や承認・同意が必要と言う事から県市の間の二重行政というものは存在は否定できない。それには兵庫県と神戸市が連携をして解消していくということが必要で兵庫県と神戸市も二重行政を解消してきたが完全に二重行政の解消はできるわけではない。それを解消するとして政令指定都市を解体して特別区を設置し、そして広域自治体である都あるいは府がそれを一元的に行うというのが神戸市にもこの大都市地域における特別区の設置に関する法律が適用されるのは事実だが政令指定都市が都道府県から独立をして特別自治市の制度が導入されるべきではなかろうか」と静観。
荒井正吾（奈良県知事）
「大阪都構想は非常に大きな提案で政治的に対して反応がある状況と言える。関西広域連合と大阪都は行政の制度で性格が随分異なり、政令指定都市移行時独立性を高める目的が本来の構想だったが中途半端になってしまった。それらを解決する目的の都構想だが、政令指定都市問題に本当に解決するかは疑問であり大都市行政組織問題を議論する事は良い事。大阪都構想で法的・政治的な位置づけを考慮すると、地方制度調査会で大都市問題、政令指定都市問題を改めて議論する事が一般的なやり方かもしれないがそれで解決されるのか。民意は大阪都ということであって、府知事と市長がそのような意向であれば、動きとしてはそちらの方に行くが、今の大阪市、大阪府においてはそのように動くということになりつつ、行政組織上の問題で奈良県の関心どうこうではなく、政令指定都市と都道府県の問題ではなかろうか。奈良県に影響があるどうこうではなく、大阪府と大阪市の課題で他にも議論は出てくるのではないだろうか。大阪都は経済地盤沈下を回復手段であり、機能するかどうかは不透明な部分が多いが、大阪の経済が活性化するのは、奈良県にとってはプラス。奈良県の場合、産業、経済、雇用があればとても助かるため、大きな経済規模のまちが伸びることは、近隣にとってとてもうれしい事」と賛成。
仁坂吉伸（和歌山県知事）
「自分の客観的な見解は私は大阪都構想には賛成。面積の狭い大阪府に大阪市の政令指定都市を置いておく必要はないんではないかというふうに思う。政令指定都市になると収入構造がかなり違い、大阪市を例えると納税者の主要な部分は大阪市に入り、大阪府に税金が入らないわけではないんですが大阪市へより入る構造になる。一方支出に関しては大阪府の支出たくさん支出しなければいけないけど、大阪市内への投資は大阪市があるからもう不要とは言えない。従って、そこにも投資をせないかんけど収入はちょっと少ないのは事実で論理的に賛成。その上二重行政でよく言ってるのはつまらんことを2人でやっていて取り合いしてるとか、そういう次元の低いことを我々はすぐ想像するわけですがそういう問題でもないのだろうか。構造的な制度の根幹に関わるような話で、役割分担のやり方みたいなやつが、ディバイドされてることによって不都合が出てるんことであって、政令指定都市全体がそういう傾向にあると思う」と指摘。

##### 中国地方
平井伸治（鳥取県知事）
「大阪都構想はポジティブに検討すべき。ダブル選挙での民意が示されたわけである。政府は与野党を含めて政府国会での検討を急ぐべき。反論もあると思うかもしれないが、地域限定でやるべきで、都構想の仕組みに乗っかり決着するのが妥当ではないか。自治的にいろんなことは提案し、地域で話し合って決着していけばいいというふうに考えている。実現にはこれからよく話し合いが必要である」と静観。
住民投票については「住民投票について申し上げる立場ではないだろう。基本的にはその結果に注目をし見守らせていただきたいと思いますし、恐らく今回の住民の皆様の判断は大都市行政、地方自治に一石を投じるものになる。そういう意味で悩ましい課題であるものの関係者の間でもメリット、デメリットを議論を交わすべきであるが、都構想というのは他人事とも思っていないところがあり、もともと橋下徹前府知事に意見交換した経緯があり、大阪都構想など道州制やらないかんのかと議題に出たものの大阪府と大阪市と意見が分かれることから道州制なると解消されるんではないかとこういうふうに議論をされたきたことから、橋下前知事の意思決定は東京府と東京市が合併をした東京都というのが参考になるのではないかと思ったがあまりそこ意識の中心になかったんじゃないか。大都市問題というのは奥の深い問題であって地方自治の形態はあり得るだろうと思う。地方自治の多様化というのは私はあり得るんではないかと思っていまして、今回示される選択肢というのは非常に関心を持っている」と静観。
伊原木隆太（岡山県知事）
「大阪市の橋下市長が辞職されて出直し選挙を通じて都構想の是非を市民に問う姿勢は橋下市長の信念に基づいた決断ではなかろうか。大阪府の事情は余り詳くないが政治人生をかけて取り組まれる姿勢はすごいことだなと思っています。大阪都構想については内容の中身は自分自身の勉強不足であることからわかりません。岡山県と大阪府、大阪市の問題は随分種類が別なので勉強はできておりません」と見解。
大森雅夫（岡山市市長）
「大阪都構想の本質的な問題は、大阪府の行政と大阪市の行政が二重行政を解消しようということであって、それを解消していくとは必要不可欠。大阪都構想が、大きく国民全体で議論することは歓迎したい。しかしながら政令指定都市の大阪市が持つ産業振興などインフラ整備を大阪府に持っていく事などの行政改革はそこは少し異なっているのではなかろうか。政令市は市だけで非常に多くの人口を抱えていながら、多くの産業を持っていて行政能力的にも素晴らしいものがあるのではなかろうか。身近なところで対応していくことは大きな地方分権の流れで、大阪都構想の方向性はいかがなものか」と疑問を露呈。
　住民投票の結果は「住民投票での是非は議会とのやりとりなどで結果的に流れ的に住民投票になったことで、それをやってより多くの方が二重行政についての議論を知ってから真剣な議論にもなっていたことはいいこと」と評価。
湯崎英彦（広島県知事）
「大阪ダブル選挙は大阪都構想というのが大きな論点になったが、この構想については2つの側面がある。1つ目は大都市・中間自治体である都道府県を合併させて一元化させていく東京都と同じ方式が現実のものとして議論の俎上。2つ目は大阪の事情を踏まえたもので、それらの事情踏まえたものであるという部分で、それらが広島に対して多様な大都市のあり方を考える意味において，非常に大きなインパクトがあるのではないか。大都市や自治のあり方を考えていく気運になったのではないか」と静観。
松井一実（広島市市長）
「大阪ダブル選挙結果は府民、市民が、問題提起に対して一定の方向性を出したということで民意の表れ。大阪都構想は第二の都市でありながら長年地盤沈下の背景があり、府市が必ずしも連携が十分でなく二重行政解消の中で問われた選挙であるということではないか。広島も政令指定都市であるという広島市と県との関係、そして県の行政と市の行政の二重行政はあるものの県庁、県知事と問題意識を共有し、意思疎通が図れているという認識しているため、大阪のようなケースはない。そういうことを改めて感じさせてもらう選挙だったのでは」と好意的。
村岡嗣政（山口県知事）
「大阪都構想での住民投票の結果は、大阪市の今後を考えることで二分されたような大きな議論だったのではなかろうか。制度そのものの是非、橋下市長がもっと頑張ってほしいというエールか否かのな要素が絡まっている事は地方自治制度そのものについての純粋な議論だったかどうかというのは不明点があったのではなかろうか。住民投票の結果は総合的に判断をして大阪市民であって今後の大阪市をどうつくっていくのかという判断結果だと思う。大阪都構想は、大阪市をなくして特別区を再編することが焦点と挙げられたものの住民自治のあり方等の問題が絡んでくるため、どういうふうに運用すべきであって、町自体が活性化する事もある。二重行政がどうこうではなく制度以外、運用するやり方が実際には成果に結びつくかどうかは不透明が多いもののそういった課題は重要だと思い、議論が一緒になっていた部分が伺える一方大阪市民の皆さんが判断をされた結果ではなかろうか」と静観。

##### 四国地方
飯泉嘉門（徳島県知事）
「大阪都構想は『東京一極集中を打破』で日本全体が、安全・安心、機能が向上していくのではないか。東日本大震災を通じて日本が原点に立ち返り復興を考え、複眼構造というのは安全・安心の面でも経済の面でもあらゆる面で必要になるのでそうした一つの形が大阪都構想かも知れないが一つの挑戦で日本全体が災害にも強い、そして今、全国的に経済が厳しい中で、やはり東京の一極集中では弱い事から47都道府県全部が活性化で日本の力をもう一度取り戻すことができるのではないか」と期待。
二度目の住民投票については「かつて7大都市とも呼ばれた大阪市が解体することについて少し説明が足りず『大阪市ロス』が生まれてしまった。長らく大阪市で生まれ育った皆さんの立場になると大きなロスにつながる結果ではないか。大阪都構想で大府府・大阪市が一体化で二重行政が解消、職員数などの人員削減などがメリットとしてよく言われるものの今まで大阪市と大阪府は『府市あわせ』と言われた時が長く続いたことからいがみ合ってしまってしまったことが間々あるがそうしたことを一気に改善していくことがあった。しかしながら大阪市がなくなる事には市民の皆様にマイナスに伝わってしまったのでは。大阪市を解体し4つの特別区に分かれる事があまり最初から言われず、突然投票用紙に大阪市を廃止して4区を設置という是非が問われたことがみんな戸惑うので今回の住民投票の結果は『大阪市ロス』であることが今回の大きな明暗を分けたのではないか。大阪都構想でのメリット、デメリットをもう少し分かりやすく市民の皆さん方にお伝えをしていると僅差かもしれない。ただ、5年前の前回に比べると行政区の中は賛成だったところが逆に反対に回るということもあったため、ここ5年間で２度もこの大阪都構想についての是非の住民投票は吉村知事は3度目は挑戦しないと会見で言われていたが大都市改革は新たな地方行政のチャレンジで意義のあったものではあると考えている」と評価。
浜田恵造（香川県知事）
「大阪都構想を初めとする大都市制度の問題は、非常に長い経緯、議論があるのではないか。戦前の日本において、横浜市・名古屋市・京都市・大阪市・神戸市の5大市が政令指定都市に移行されて、時代の流れと共に非常に増えているが二重構造的部分があることは否めない。東京都も同様に違う自治制度についてもそれぞれの地域に抱えている問題も異なっているのではないか。今後、見直しが必要だとしても、どのように解決すべきかは一概に言えない。地方立場では、財源が集中の問題でもあり、広くそのような制度を考える時は都市部だけの事情で考えるというのではなく日本全体を考えた制度というものを考えるべき」と静観。
　住民投票結果（2015年）は「大阪都構想の住民投票結果は大阪府・大阪市の在り方などの『大阪都構想』に対して賛成・反対意見を含めて非常に真剣な議論がなされたのではないか。そういった考えが議論・検討など地域は地域の住民が考え決めていく事が実践されたことに敬意を表したい。結果は大阪市民の選択の結果であることから私の立場からコメントしたり是非を論ずるものではないが、『大都市地域における特別区の設置に関する法律』に沿って手続きが進められた事もあって有意義だったのではなかろうか」と静観。
　2回目の住民投票結果（2020年）は「大阪市民の皆さまの選択であって5年前の住民投票も含めて僅差で反対票が賛成票を上回ったことは報道で承知してたが大阪市民の皆さまの選択の結果に私が何かコメントするということは控えるべき。香川県内で政令市は無く中核市の高松市と二重行政と感じたことは特にないし高松市長と私で定例会談を行っていて施策を通じて連携を図っているためそういった認識はない」と見解。
中村時広（愛媛県知事）
「大阪ダブル選挙は国と地方を考える大きな議論の舞台。大阪都構想は独自のプランであるため、大阪で議論したらいいと思う。今の閉塞感、国・地方の関係システムの限界は、誰しもが感じている。それを変えていことは誰かがリスクを取って問題提起をしなければ扉は開かないと思うが、この最初の突破口を果たすというのは相当な覚悟が必要。大阪都構想、ダブル選挙の結果ではなく、国と地方を考える大きな議論になる可能性が大きくなる」と静観。
2015年の大阪ダブル選挙については「大阪府の事情は僕はよく分からない部分も多くニュースで見てるだけで、部分的なことから窺えることですけど、愛媛県では考えられない仕組みを見直すなどのメスを入れる手腕であることかそういう問題に切り込んだことについては評価できる。大阪府と愛媛県の地方都市では状況が異なってたとしても『地方分権における自立心の強化』であって住民投票が否決されたこともこれは大阪府の方々が決めることではなかろうか。地方制度づくりでも、僕は個人的には見てみたい点もある一方、住民投票で否決をされたことから最終的には大阪府の皆さんが決めることなんだけれども中身次第では、その方向性は良しと思う」と静観
。
浜田省司（高知県知事)
「大阪都構想はあくまで2025年に大阪府市の統治機構を改革であるので高知県が影響は少なくとも当面ないと思う。仮に可決された場合大阪府・大阪市二つを一つに統合し成長戦略などより迅速になるという効果はあるものの否決になった場合、推進をされてきた大阪維新の会における政治的なインパクトがなくなることが懸念されるものの間接的な影響はないと思われ、高知県知事の立場としては他の自治体の事であるので大阪市民の皆さんが判断する事である。しかしながら2019年夏まで大阪府副知事に就任しこの構想に関与していたため、そういう意味からいうと構想の意義を理解されていたとすれば『理解されるという方向で進むことが望ましい」と心情的に持っている。』と静観。

##### 九州地方
小川洋（福岡県知事）
「大阪都構想で福岡県と大阪府は地域の実態と実情が異なっている。それぞれの地域の実情に合わせて自治体がどういう形、方向で進むのは、それぞれの実態に合わせて住民の皆さんがお決めになるため私がどう思うかどうかは、他人が評価するものではない。背景には二重行政の問題が指摘されているが、福岡県と北九州市と福岡市の間に二重行政はないと考えているものの福岡県は北九州市と福岡市の二つの政令市がありますが、そことの共通する課題というのはあるもののその共通する課題についてどうするかというのは当然問題は生じる。これまでの間に両政令市と県との間では、個別具体的な案件、それごとに、連携・議論を図ってその解決を図ってきたが、お互いに個別の案件、そこで連携することによって課題解決の実効性を上げていくというやり方をしていたので大阪府と大阪市の情勢が異なっている」と静観。
高島宗一郎（福岡市市長）
「大阪都構想の住民投票は大阪市に住む人たちが未来を自分たちで決定するため大成功するように取り組んでいただければいい。仮に可決されたなら閉塞感がある状況を自分たちで決めればいろんなことを変えることができるんだという可能性を、それを全国に証明できるようなもの。例え結果がどういう結果になろうとも、自分たちで自分たちの未来を決めることができるという可能性を示すことができると思う。大阪都構想を通じて、二重行政の問題が指摘されているものの二重行政ではなく二層構造になっているもののいざ始めようとしたら大変。都道府県側からすると大阪都構想でいうと大阪市役所の皆さんと同じ形になるため、業務もまた新しい業務に増えて移行したり混乱しかねず行政の調整を考えると、政治的にも相当大変なのは否定できない。大阪も地域政党をつくってまでチャレンジをして、これだけやっぱり時間もかかって、大きなこれ仕事になっていることから権限を持つ強い立場の人のほうが、これ手放さないといったら、なかなか交渉にならないことから本当に進めるなら相当な政治力と政党をつくってぐらいの勢いぐらいやらないと、なかなかできない。より多くの権限を基礎自治体に移譲してくるということが私はいいと思うが、政治的に政治生命を賭けるとかいうほどのモチベーションがあるわけでやらなきゃいけないことだとはすごく大変ではある」。
北橋健治（北九州市市長）
「大阪都構想の住民投票にの発端は県と基礎自治体との間に『二重行政、税金の無駄遣い』この指摘が発端。その点で福岡県と北九州市間トップ会談をはじめとして、さまざまなテーマについて、常時緊密な連携を取らせていただき、税金の無駄遣い、コスト増につながるような二重行政はないと理解している。『大阪都構想』のような考え方があるのかもしれないが、政令市の大勢は『特別自治市制度』の創設を主張してきた経緯があった。ずっと前から、この政令市ができまして、政令市のあり方を議論する中で「特別自治市構想」ということでコンセンサスを得ている。今回、大阪市がその中で、それとは違う反対の方向を目指されているものの情勢は不透明で有るのは否めない。地方自治を考える時は『補完性の原理・原則』ということがよく言われるが、地方自治を考える上で非常に大きなインパクトのあることで見守りたいと思っている」と静観。
広瀬勝貞（大分県知事）
「分権改革・地域主権といった方向というのは我々もいろんな面で主張をしている。そういう中で、地方の制度、国と地方の関係、そういったものについても見直しをしなければならないという議論が必要。九州広域行政機構といったものを構想して、そして国に対して要求をしているという面もある。大阪都構想は分権改革、地域主権という方向での制度改革の一環である。大阪ダブル選挙で、大阪府民の皆さん、大阪市民の皆さんの選択があった。そういう意味では、我々も地方制度の見直しを主張しているため今回の結果というのは追い風である」と見解。
山口祥義（佐賀県知事）
「大阪都構想をはじめとする大都市問題は大きな課題ではなかろうか。橋下市長が大きな問題点を投げかけたのは極めて意義深いことだったものではないか。根本的な問題は都道府県と政令市間の二重行政問題はその通りで、その重点を市町・都道府県のどちらかに置くのかというところが実は非常に大きい課題だったのではなかろうか。大阪都、大阪市をなくして５つの特別区再編については広域行政的に持っていくことが疑問。場合によっては、政令市へ置いて、都道府県の関与を小さくする事も選択肢とあったはず。そのような部分で議論すべきであって二重行政をなくすという意味では、正論と思う。反面、大阪市を解体することは論点があんまり明確ではなかったのではなかろうか。大阪府の問題だけでなく政令市、大都市の中でも議論されるべき」と静観。
蒲島郁夫（熊本県知事）
「大阪ダブル選挙の争点は明快であるが大阪府民と市民が大阪都構想をどう考えるか。橋下氏の独特の政治手法が争点。熊本県と熊本市の二重行政を抱える点は「二重行政問題は都道府県と政令市の間での大きな問題。ただ、制度を上手にやるのではなく市長・知事の人間関係、市と県庁の相互関係が大きく、かつ、連携の文化が大事。制度を変えることではなく、現状制度で、熊本市と熊本県の連携、手を携える文化を作っていくことが重要。もし、法律上困難な制度的な問題の際、その制度的問題に対して解決を図っていことが大事。大阪市と大阪府の場合は『府市合わせ』と対立があった」と静観。
住民投票の結果については「大阪都構想以前から二重行政の問題が出ていた事から政令市の熊本市との強力な連携は必要だなと思っていた。一般的に知事は政令市の誕生はあまり歓迎しないこともあるものの2012年に熊本市が政令市になることを望み、そのために県庁をあげて応援して政令市に昇格してその後の連携もスムーズに進んでいるものの二重行政の話が出てきたら議論することも大事で常にそのことは気をつけなきゃいけない。それに気をつける事で熊本市と熊本県には連携会議が活性化しつつ、相互関係も良好になっていく。制度どうのこうのではなくてそのリーダー達の考え方とその制度を有効に使用しつつ両者でつくりながらその二重行政の解消に向けていくことが大事。大阪都構想は大胆な構想であるので皆で話し合ってから住民投票に進んだ結果であった」と静観。
大西一史（熊本市市長）
住民投票については「大阪市民の皆さんが自分たちの街づくりに議論すべきであって私コメントすることは適切ではない」と静観。
二重行政については「大都市制度というのは非常に多様な制度があっていいのではないか。大阪都が二重行政的な事を解消していくには大阪府議会、市民・府民の皆さんがしっかりと検討して判断されるべきもので多様な在り方があって私は良いのではないかなと思います。多重行政がきちんと効率的に運営・運用されているのか、住民の皆さんが納得を得られる管理運営であれば大都市制度を抜本的に見直すことで解消される事で一つの判断として自治の観点からあり得るものではないか。熊本市は、熊本県と熊本市が連携を取り、多重行政が存在する事より効率性を高めていかなければならない。連携を取るということで、デメリット防止していくということが極めて重要であることから連携していくということが重要」と静観。
河野俊嗣（宮崎県知事）
「大阪ダブル選挙の結果は、政令指定都市制度、大阪都構想が主な争点の選挙で、大阪府民・市民の方々が閉塞感の打破・変革、制度に対する議論どうこうより、大阪府の現状を変革をしてほしいという強い気持ちが反映された選挙ではなかったのではないか。大阪都構想は、二重行政、府と市の「府市あわせ（不幸せ）」と言われてきて自治体の軋轢、確執など大阪の実情が浮き彫りになり、大都市制度のあり方を考えさせられる構想ではないか。実情を把握していない段階で賛否は差し控えさせていただきたいが、大阪の実情を踏まえて、今回、大都市制度に大きな一石が投じ、周りで議論していこうと試みがなされているため、今後の議論の展開に大変興味・強い関心があるため動向を注視していきたい」。
塩田康一（鹿児島県知事）
「大阪都構想は、大阪府民・市民がどういう行政がいいのかということだと思う。大阪市の占める大阪府でのウエイトなどいろんな考慮すべき事項があるためその辺の今の行政の実態など皆さんのお考えで決定していくことではないか。鹿児島県とか鹿児島市でも二重行政と思われがちだが、行政は必ずしもそ全く二重に重なるということではないため、県と市の役割といは整理されているが、しかしながら色々な行政的なところで重複は否定できないのでそこを県は県，市は市という役割の中で連携をしっかりと強化していくが大事であって様々なやり方というのはあるのでは無かろうか。それをどちらを選ぶかということは，地域の皆さんの地方自治の中で判断されるべきではないか」と静観 。

## 都構想以外の改革案
大阪府市については、大阪都構想のほかにも、以下のような種々の改革案が唱えられている。
特別自治市（仮称）
2010年5月に相模原市内のホテルで開催された指定都市市長会において政令指定都市制度に代わる新たな大都市制度として、国に提案すると合意された大都市制度。大都市が地域特性や実情にあわせ、広域自治体や周辺自治体と多様な連携を行いながら、創意工夫と責任に基づく自立的な都市経営を行うために、広域自治体である都道府県と基礎自治体である市町村の二層制の自治構造を廃し、広域自治体と特別自治市を同格とする新たな大都市制度。
特別市運動（第265条特別市）
特別市とは、大都市市域における大都市と府県の二重行政、大都市に対する国と府県の二重監督の弊害を除去するため大阪・名古屋・京都・神戸・横浜の五大都市を特別市として府県から独立させる制度。この五大都市は、東京を加えた六大都市として、明治時代から運動を進めていた長い歴史を持っている（東京市は東京府と合体し、昭和18年の東京都制施行により東京都となる）。1947年制定の地方自治法には、「特別市」の規定（第265条特別市）が盛り込まれ、特別市は都道府県及び市に属する事務を処理し、都道府県の区域外とされ、市内に設けられる行政区の区長は公選とし有権者の解職請求の対象にもなるなど、一定の住民自治が機能する制度となっていた。特別市（第265条特別市）について、五大都市が推進派、関係府県が反対派となって激しく対立したため、政府は1956年に地方自治法を改正し、第265条特別市の条項を削除の上、替わる制度として、行政区分の階層性を残したまま事務の再配分をする「指定都市」制度（いわゆる政令指定都市制度）を導入した。
大都市圏州構想
橋下知事（当時）の大阪都構想に対して、大阪市の平松市長（当時）が先行して打ち出していた大都市構想。大阪市等の大都市を中心にネットワーク型の構造になっている都市と、その衛星都市郡（都市圏）を道州制の中で道州から独立した自治体である大都市圏州とし、行政単位として扱う構想である。
大阪市分割構想
現行の大阪市を、特別区ではなく8〜9の普通市に分割する構想。大阪維新の会が2010年8月30日に開いたタウンミーティングで、橋下知事が新たに提示した。橋下知事は「法改正の必要がなく、地方交付税を受けられるメリットがある」としていたが、大阪市の平松市長は、24区毎に税収面で大きな格差があることを理由に、大阪市の分割構想に反対の立場をとっている。しかし同年10月9日に大阪維新の会は市分割後の財政格差や市民感情に配慮し、分割構想案の撤回を発表した。
大阪広域戦略協議会
大阪府と大阪市・堺市の2政令指定都市に広域課題を協議するため「大阪広域戦略協議会」を条例で設置し、道州制実現に取り組むという、自民党大阪府連が打ち出している構想。大阪広域戦略協議会は大阪都や大都市圏州のような新たな都市制度ではないが、これまで広域での連携の仕組みが制度として存在しなかった大阪府と大阪市・堺市の間に条例をもって協議の仕組みを制度として確立し、広域の行政政策の統一や大阪府と大阪市・堺市の間の行政サービスの重複の解消を行おうという構想である。

## 大阪以外での統治機構改革の動き
- 新潟州構想
- 静岡型県都構想

静岡市を廃止、葵・駿河・清水の3特別区を設置し、静岡県を「静岡都」と改める構想。県と市の広域行政を一体化することを狙っている。静岡県知事の川勝平太が大阪での住民投票の直後から提唱している。ただし、静岡市は隣接している市町と合わせても現行の大都市法に基づく人口要件を満たしていないため、法改正が必要となる。また、静岡市長の田辺信宏はこの構想に反対している。
- 中京都構想